# ICC Men’s T20 World Cup 2022

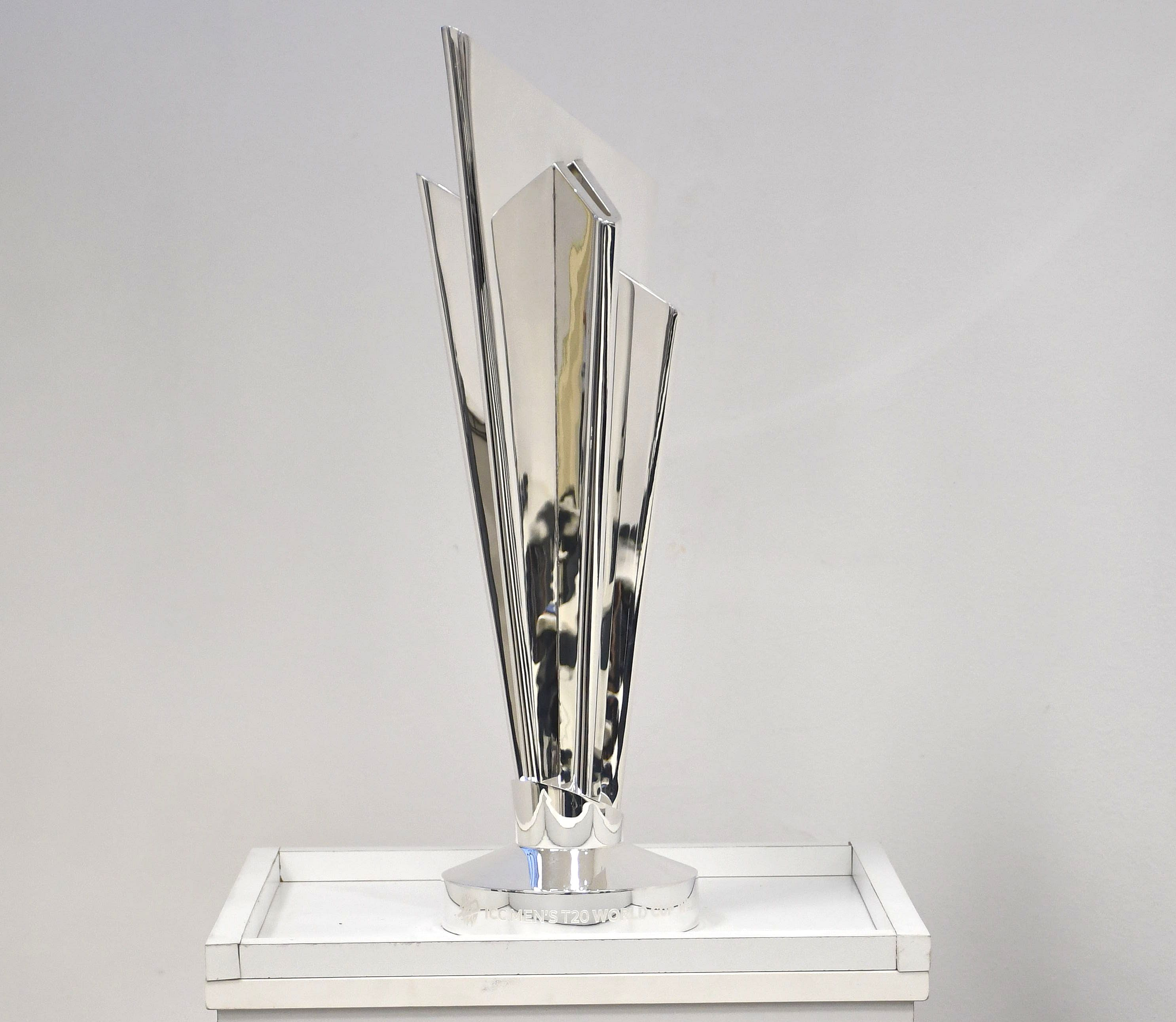
Die ICC Men’s T20 World Cup Trophy

Der ICC Men’s T20 World Cup 2022 wurde vom 16. Oktober bis zum 13. November 2022 in Australien ausgetragen. Es war das achte Weltmeisterschaftsturnier im T20I-Cricket, der vom Weltverband International Cricket Council (ICC) organisiert wird und der erste in Australien. Damit fand auf jedem Kontinent mindestens ein T20 World Cup statt. Ursprünglich sollte das Turnier im Jahr 2020 stattfinden, doch auf Grund der COVID-19-Pandemie wurde die Ausgabe in Australien um zwei Jahre verschoben, während die Ausgabe 2021 zunächst nach Indien vergeben wurde und dann in den Vereinigten Arabischen Emiraten und Oman stattfand. Seit der World Twenty20 2010 in den West Indies war es das erste Turnier, das nicht in einem asiatischen Land stattfand. Der Gastgeber Australien war auch der Titelverteidiger, nachdem es den T20 World Cup 2021 gewonnen hatte.
Das Turnierformat von 2021 blieb unverändert und 16 Cricket-Nationalmannschaften nahmen am T20 World Cup 2022 teil: Die zwölf besten Mannschaften des vorhergehenden Turnieres (Afghanistan, Australien, Bangladesch, England, Indien, Namibia, Neuseeland, Pakistan, Schottland, Sri Lanka, Südafrika und die West Indies), zusammen mit den Gewinnern der T20 World Cup Global Qualifier Group A 2022 (Irland und die Vereinigten Arabischen Emirate) sowie der T20 World Cup Global Qualifier Group B 2022 (die Niederlande und Simbabwe). Während des T20 World Cup 2022 wurden 45 Spiele absolviert, darunter zwölf in der Vorrunde, 30 in der Super 12 und drei in der Finalrunde, einschließlich des Finales. Die acht besten Teams auf der T20I-Rangliste des ICC zum 15. November 2021 spielten in der Super 12, während die Teams auf den niedrigeren Plätzen zusammen mit den Qualifikanten in der Vorrunde spielten. Die acht Mannschaften der Vorrunde wurden in zwei Gruppen zu je vier Teams eingeteilt, wobei jedes einmal gegen die anderen der Gruppe antrat. Die zwei besten Mannschaften jeder Gruppe qualifizierten sich für die Super 12. Dort wurden die Mannschaften in zwei Gruppen zu je sechs Teams eingeteilt, wonach die vier besten Mannschaften das Halbfinale erreichten, dessen Gewinner im Finale aufeinandertrafen. Die besten vier Mannschaften jeder Gruppe in der Super 12 – insgesamt acht Mannschaften – qualifizierten sich direkt für den darauf folgenden T20 World Cup 2024 in den West Indies und den Vereinigten Staaten. Es war das letzte Turnier an dem 16 Nationalmannschaften teilnahmen; für den darauf folgenden T20 World Cup 2024 wurde die Teilnehmeranzahl auf 20 erhöht.
England, Indien, Neuseeland und Pakistan erreichten das Halbfinale. Pakistan besiegte Neuseeland und England Indien, wodurch England im Finale auf Pakistan traf. England gewann das Finale gegen Pakistan im Melbourne Cricket Ground in Melbourne mit fünf Wickets und somit nach 2010 seinen zweiten T20-World-Cup-Titel. Außerdem wurde England das erste Männerteam, das zum selben Zeitpunkt sowohl Titelträger des Cricket World Cup als auch des T20 World Cup war, da es den vorhergehenden Cricket World Cup 2019 ebenfalls gewonnen hatte. Der Gastgeber und Titelverteidiger Australien sowie Südafrika schieden in der Super 12 aus, während der zweimalige Weltmeister der West Indies nicht die Super 12 erreichte.

## Vergabe
Der International Cricket Council vergab den T20 World Cup 2022 an Australien.

## Teilnehmer
Die folgenden 16 Mannschaften qualifizierten sich für den T20 World Cup 2022: Afghanistan, Australien (Gastgeber), Bangladesch, England, Indien, Namibia, Neuseeland, Pakistan, Schottland, Sri Lanka, Südafrika und die West Indies qualifizierten sich als Teilnehmer der Super 12 beim vorhergehenden Turniere automatisch für den T20 World Cup 2022. Irland und die Vereinigten Arabischen Emirate qualifizierten sich als beste Mannschaften der T20 World Cup Global Qualifier Group A 2022 für das Turnier, wobei Irland der Vorrundengruppe B und die Vereinigten Arabischen Emirate der Vorrundengruppe A zugeteilt wurden. Die Niederlande und Simbabwe erreichten als beste Mannschaften der T20 World Cup Global Qualifier Group B 2022 das Turnier, mit Simbabwe in der Vorrundengruppe B und die Niederlande in der Vorrundengruppe A. Die Vereinigten Arabischen Emirate und Simbabwe, die Oman und Papua-Neuguinea ersetzten, sind die einzigen Änderungen in der Teilnehmerliste gegenüber dem T20 World Cup 2021. Wie bei der World Twenty20 2012 gab es keine Debütanten.

Teilnehmende Länder des T20 World Cup 2022; insgesamt 76 Teams nahmen teil.
Gastgeber
Qualifiziert als Top-Elf 2021
Qualifiziert über den T20 World Cup Global Qualifier Group A 2022 bzw. Group B
Im Global Qualifier gescheitert
Im Regional Qualifier gescheitert
Keine Teilnahme

| Land               | Qualifikationsgrundlage                     | Turnierteilnahme | Letztmalige Teilnahme | Bestes Ergebnis                         |
| ------------------ | ------------------------------------------- | ---------------- | --------------------- | --------------------------------------- |
| Australien         | Gastgeber                                   | Achte            | 2021                  | Weltmeister (2021)                      |
| Afghanistan        | Automatisch                                 | Sechste          | 2021                  | Hauptrunde (2016, 2021)                 |
| Bangladesch        | Automatisch                                 | Achte            | 2021                  | Hauptrunde (2007, 2014, 2016, 2021)     |
| England            | Automatisch                                 | Achte            | 2021                  | Weltmeister (2010)                      |
| Indien             | Automatisch                                 | Achte            | 2021                  | Weltmeister (2007)                      |
| Namibia            | Automatisch                                 | Zweite           | 2021                  | Super 12 (2021)                         |
| Neuseeland         | Automatisch                                 | Achte            | 2021                  | Finalist (2021)                         |
| Pakistan           | Automatisch                                 | Achte            | 2021                  | Weltmeister (2009)                      |
| Schottland         | Automatisch                                 | Fünfte           | 2021                  | Super 12 (2021)                         |
| Sri Lanka          | Automatisch                                 | Achte            | 2021                  | Weltmeister (2014)                      |
| Südafrika          | Automatisch                                 | Achte            | 2021                  | Halbfinale (2009, 2014)                 |
| West Indies        | Automatisch                                 | Achte            | 2021                  | Weltmeister (2012, 2016)                |
| Irland             | T20 World Cup Global Qualifier Group A 2022 | Siebte           | 2021                  | Super 8 (2009)                          |
| Ver. Arab. Emirate | T20 World Cup Global Qualifier Group A 2022 | Zweite           | 2014                  | Vorrunde (2014)                         |
| Niederlande        | T20 World Cup Global Qualifier Group B 2022 | Fünfte           | 2021                  | Super 10 (2014)                         |
| Simbabwe           | T20 World Cup Global Qualifier Group B 2022 | Sechste          | 2014                  | Vorrunde (2007, 2010, 2012, 2014, 2016) |

## Stadien
Die folgenden Stadien wurden für das Turnier am 16. November 2021 bekanntgegeben.
| Adelaide |

| Brisbane |

| Geelong |

| Hobart |

| Melbourne |

| Perth (PS) |

| Sydney |

| Adelaide |

| Brisbane |

| Geelong |

| Hobart |

| Melbourne |

| Perth (PS) |

| Sydney |

## Format
Der T20 World Cup 2022 wurde über 29 Tage zwischen 16 verschiedenen Mannschaften über 45 Spiele ausgetragen. Er begann am 16. Oktober 2022 im Kardinia Park in Geelong mit dem Eröffnungsspiel zwischen Namibia und Sri Lanka. Das Turnier endete am 13. November im Melbourne Cricket Ground in Melbourne mit dem Finale zwischen England und Pakistan, wobei England den T20 World Cup 2022 gewann. Dasselbe Turnierformat kam beim T20 World Cup 2021 zur Anwendung.

### Spielplan
Die nachfolgende Tabelle zeigt das tägliche Programm des T20 World Cup 2022. Dabei steht ein violettes Kästchen für Vorrundenspiele, ein zyanblaues Kästchen für die Super 12, ein grünes Kästchen für Finalrundenspiele und ein gelbes Kästchen für das Finale. Der T20 World Cup 2022 wurden genau ein Jahr nach dem T20 World Cup 2021 ausgetragen.
| Gruppe A                  | 2       |         | 2       |         | 2       |         |         |         |         |         |        |        |        |        |        |        |
| Gruppe B                  |         | 2       |         | 2       |         | 2       |         |         |         |         |        |        |        |        |        |        |
| Super 12 Oktober/November | Sa. 22. | So. 23. | Mo. 24. | Di. 25. | Mi. 26. | Do. 27. | Fr. 28. | Sa. 29. | So. 30. | Mo. 31. | Di. 1. | Mi. 2. | Do. 3. | Fr. 4. | Sa. 5. | So. 6. |
| Gruppe 1                  | 2       | 1       |         | 1       | 2       |         | 2       | 1       |         | 1       | 2      |        |        | 2      | 1      |        |
| Gruppe 2                  |         | 1       | 2       |         |         | 3       |         |         | 3       |         |        | 2      | 1      |        |        | 3      |
| Finalrunde November       | Mo. 7.  | Di. 8.  | Mi. 9.  | Do. 10. | Fr. 11. | Sa. 12. | So. 13. |         |         |         |        |        |        |        |        |        |
| Finalrunde                |         |         | 1       | 1       |         |         | 1       |         |         |         |        |        |        |        |        |        |

### Turniermodus
Die Qualifikanten und vier über das Vorturnier qualifizierte Mannschaften trugen zunächst in zwei Vierergruppen aufgeteilt die Vorrunde aus, in der jeweils jeder gegen jeden spielte. Die jeweils zwei bestplatzierten einer Gruppe qualifizierten sich für die Super 12, wo auch die verbliebenen acht Mannschaften ins Turnier einstiegen. Dort spielten die zwölf Mannschaften in zwei Sechsergruppen, jeweils jeder gegen jeden. Die jeweiligen beiden Gruppenbesten qualifizierten sich dann für das Halbfinale, deren Sieger dann das Finale austrugen.

### Vorrunde und Super 12
Der T20 World Cup 2022 wurde zwischen 16 Nationalmannschaften ausgespielt. Für die Vorrunde wurden die sechs Qualifikanten und die beiden schlechtplatziertesten Testnationen auf der T20I-Rangliste zum 15. November 2021 in zwei Gruppen zu je vier Mannschaften eingeteilt. In welche Gruppe jede Mannschaft eingeteilt wurde, wurde in der Auslosung festgelegt. Jede Mannschaft bestritt ein Spiel gegen jede andere seiner Gruppe. Für einen Sieg gab es zwei Tabellenpunkte, für ein Unentschieden oder No Result einen Punkt, für eine Niederlage keinen Punkt. Im Falle eines Unentschiedens (d. h. wenn beide Mannschaften dieselben Anzahl Runs am Ende ihrer jeweiligen Innings erzielt hatten), wurde das Spiel durch ein Super Over entschieden. Dies galt für alle Phasen des Turnieres. Hatten zwei Mannschaften dieselbe Anzahl an Tabellenpunkten, wurde der Tabellenrang anhand der Net Run Rate, gefolgt von der Net Bowl Rate und dem direkten Vergleich ermittelt.
Am Ende der Vorrunde qualifizierten sich die jeweils beiden besten einer Gruppe für die Super-12-Runde. In dieser wurden die zwölf Mannschaften in zwei Gruppen zu je sechs Teams aufgeteilt, wobei jedes einmal gegen jedes andere der Gruppe antrat. Die Qualifikation erfolgte anhand derselben Kriterien wie in der Vorrunde.

### Finalrunde
Ab dieser Phase nahm das Turnier ein K.-o.-System an, für das sich die jeweils besten beiden Mannschaften einer Gruppe qualifizierten.

### Einfluss auf die T20-World-Cup-Qualifikation 2024
Die acht besten Mannschaften des T20 World Cup 2024 (zusammen mit den Gastgebern 2024 West Indies und Vereinigte Staaten) qualifizierten sich direkt für den darauf folgenden T20 World Cup 2024 in den West Indies und den Vereinigten Staaten. Diese waren Australien, England, Indien, die Niederlande, Neuseeland, Pakistan, Sri Lanka und Südafrika.

## Umpires und Match referees
Während des Turnieres wurden 16 Umpires und vier Match referees eingesetzt.

### Umpires
| - Paul Reiffel (Australien) - Rod Tucker (Australien) - Paul Wilson (Australien) - Michael Gough (England) - Richard Illingworth (England) - Richard Kettleborough (England) - Nitin Menon (Indien) - Chris Brown (Neuseeland) | - Chris Gaffaney (Neuseeland) - Aleem Dar (Pakistan) - Ahsan Raza (Pakistan) - Langton Rusere (Simbabwe) - Kumar Dharmasena (Sri Lanka) - Marais Erasmus (Südafrika) - Adrian Holdstock (Südafrika) - Joel Wilson (West Indies) |

### Match referees
| - David Boon (Australien) - Chris Broad (England) | - Andy Pycroft (Simbabwe) - Ranjan Madugalle (Sri Lanka) |

## Kaderlisten
Die Mannschaften hatten bis zum 15. September Zeit einen Kader von 15 Spielern zu benennen, wobei einzelne Teilnehmer ausnahmen für spätere Nominierungen erhielten. Australien benannte seinen Kader am 1. September, England am 2. September, Niederlande und Südafrika am 6. September 2022. Indien benannte seinen Kader am 12. September, Namibia am 13. September, Bangladesch und die West Indies am 14. September, Afghanistan, Simbabwe und Pakistan am 15. September, Sri Lanka am 16. September, die Vereinigten Arabischen Emirate am 17. September, Irland und Neuseeland am 20. September und Schottland am 22. September 2022.
| Twenty20 | Twenty20 | Twenty20 | Twenty20 |
| Afghanistan | Australien | Bangladesch | England |
| --- | --- | --- | --- |
| - Mohammad Nabi (K) - Najibullah Zadran (VK) - Fareed Ahmad - Qais Ahmad - Fazalhaq Farooqi - Usman Ghani - Rahmanullah Gurbaz (wk) - Rashid Khan - Gulbadin Naib - Azmatullah Omarzai - Darwish Rasooli - Mohammad Saleem - Naveen-ul-Haq - Mujeeb Ur Rahman - Ibrahim Zadran - Hazratullah Zazai                                                                                     | - Aaron Finch (K) - Pat Cummins (VK) - Ashton Agar - Tim David - Cameron Green - Josh Hazlewood - Josh Inglis (wk) - Mitchell Marsh - Glenn Maxwell - Kane Richardson - Steve Smith - Mitchell Starc - Marcus Stoinis - Matthew Wade (wk) - David Warner - Adam Zampa                 | - Shakib Al Hasan (K) - Afif Hossain - Ebadot Hossain - Hasan Mahmud - Litton Das (wk) - Mehidy Hasan Miraz - Mosaddek Hossain - Mustafizur Rahman - Najmul Hossain Shanto - Nasum Ahmed - Nurul Hasan (wk) - Sabbir Rahman - Mohammad Saifuddin - Shoriful Islam - Soumya Sarkar - Taskin Ahmed - Yasir Ali | - Jos Buttler (K, wk) - Moeen Ali - Jonny Bairstow - Harry Brook - Sam Curran - Alex Hales - Chris Jordan - Liam Livingstone - Dawid Malan - Tymal Mills - Adil Rashid - Phil Salt - Ben Stokes - Reece Topley - David Willey - Chris Woakes - Mark Wood                              |
| Indien | Irland | Namibia | Niederlande |
| - Rohit Sharma (K) - KL Rahul (VK) - Ravichandran Ashwin - Jasprit Bumrah - Yuzvendra Chahal - Deepak Hooda - Dinesh Karthik (wk) - Virat Kohli - Bhuvneshwar Kumar - Hardik Pandya - Rishabh Pant (wk) - Axar Patel - Harshal Patel - Mohammed Shami - Arshdeep Singh - Suryakumar Yadav                                                                                              | - Andrew Balbirnie (K) - Paul Stirling (VK) - Mark Adair - Curtis Campher - Gareth Delany - George Dockrell - Stephen Doheny - Fionn Hand - Graham Hume - Josh Little - Barry McCarthy - Conor Olphert - Simi Singh - Harry Tector - Lorcan Tucker (wk) - Craig Young                 | - Gerhard Erasmus (K) - JJ Smit (VK) - Stephen Baard - Karl Birkenstock - Divan la Cock - Pikky Ya France - Jan Frylinck - Zane Green (wk) - Michael van Lingen - Nicol Loftie-Eaton - Lo-handre Louwrens (wk) - Tangeni Lungameni - Ruben Trumpelmann - Bernard Scholtz - Ben Shikongo - David Wiese        | - Scott Edwards (K, wk) - Colin Ackermann - Shariz Ahmad - Logan van Beek - Tom Cooper - Brandon Glover - Timm van der Gugten - Fred Klaassen - Bas de Leede - Paul van Meekeren - Roelof van der Merwe - Stephan Myburgh - Teja Nidamanuru - Max O’Dowd - Tim Pringle - Vikram Singh |
| Neuseeland | Pakistan | Schottland | Simbabwe |
| - Kane Williamson (K) - Finn Allen - Trent Boult - Michael Bracewell - Mark Chapman - Devon Conway (wk) - Lockie Ferguson - Martin Guptill - Adam Milne - Daryl Mitchell - James Neesham - Glenn Phillips - Mitchell Santner - Ish Sodhi - Tim Southee | - Babar Azam (K) - Shadab Khan (VK) - Asif Ali - Fakhar Zaman - Haider Ali - Haris Rauf - Iftikhar Ahmed - Khushdil Shah - Mohammad Hasnain - Mohammad Nawaz - Mohammad Rizwan (wk) - Mohammad Wasim - Naseem Shah - Shaheen Afridi - Shan Masood - Usman Qadir - Mohammad Haris      | - Richie Berrington (K) - Matthew Cross (VK, wk) - Josh Davey - Chris Greaves - Michael Jones - Michael Leask - Calum MacLeod - Brandon McMullen - George Munsey - Safyaan Sharif - Chris Sole - Hamza Tahir - Craig Wallace (wk) - Mark Watt - Brad Wheal                                                   | - Craig Ervine (K) - Ryan Burl - Regis Chakabva (wk) - Tendai Chatara - Bradley Evans - Luke Jongwe - Clive Madande (wk) - Wessly Madhevere - Wellington Masakadza - Tony Munyonga - Blessing Muzarabani - Richard Ngarava - Sikandar Raza - Milton Shumba - Sean Williams            |
| Sri Lanka | Südafrika | Ver. Arab. Emirate | West Indies |
| - Dasun Shanaka (K) - Charith Asalanka - Ashen Bandara - Dushmantha Chameera - Danushka Gunathilaka - Wanindu Hasaranga - Chamika Karunaratne - Lahiru Kumara - Pramod Madushan - Asitha Fernando - Binura Fernando - Dilshan Madushanka - Kusal Mendis (wk) - Pathum Nissanka - Bhanuka Rajapaksa (wk) - Kasun Rajitha - Dhananjaya de Silva - Maheesh Theekshana - Jeffrey Vandersay | - Temba Bavuma (K) - Marco Jansen - Reeza Hendricks - Heinrich Klaasen (wk) - Quinton de Kock (wk) - Keshav Maharaj - Aiden Markram - David Miller - Lungi Ngidi - Anrich Nortje - Wayne Parnell - Dwaine Pretorius - Kagiso Rabada - Rilee Rossouw - Tabraiz Shamsi - Tristan Stubbs | - Chundangapoyil Rizwan (K) - Vriitya Aravind (VK, wk) - Sabir Ali - Kashif Daud - Zawar Farid - Basil Hameed - Aayan Khan - Zahoor Khan - Aryan Lakra - Karthik Meiyappan - Fahad Nawaz - Ahmed Raza - Alishan Sharafu - Junaid Siddique - Chirag Suri - Muhammad Waseem                                    | - Nicholas Pooran (K, wk) - Rovman Powell (VK) - Shamarh Brooks - Yannic Cariah - Johnson Charles (wk) - Sheldon Cottrell - Shimron Hetmyer - Jason Holder - Akeal Hosein - Alzarri Joseph - Brandon King - Evin Lewis - Kyle Mayers - Obed McCoy - Raymon Reifer - Odean Smith       |

## Aufwärmspiele
| 10. Oktober Scorecard | Melbourne (JO) | West Indies 152-9 (20)          | – | Ver. Arab. Emirate 135-6 (20) |
|                       |                | West Indies gewinnt mit 17 Runs |   |                               |

| 10. Oktober Scorecard | Melbourne (JO) | Schottland 151-7 (20)          | – | Niederlande 133-7 (20) |
|                       |                | Schottland gewinnt mit 18 Runs |   |                        |

| 11. Oktober Scorecard | Melbourne (MCG) | Sri Lanka 188-5 (20)          | – | Simbabwe 155-5 (20) |
|                       |                 | Sri Lanka gewinnt mit 33 Runs |   |                     |

| 11. Oktober Scorecard | Melbourne (MCG) | Namibia 138-4 (20)          | – | Irland 127 (19.5) |
|                       |                 | Namibia gewinnt mit 11 Runs |   |                   |

| 12. Oktober Scorecard | Melbourne (MCG) | Niederlande | – | West Indies |
|                       |                 | Abgesagt    |   |             |

| 13. Oktober Scorecard | Melbourne (JO) | Namibia  | – | Simbabwe |
|                       |                | Abgesagt |   |          |

| 13. Oktober Scorecard | Melbourne (JO) | Irland   | – | Sri Lanka |
|                       |                | Abgesagt |   |           |

| 13. Oktober Scorecard | Melbourne (MCG) | Schottland | – | Ver. Arab. Emirate |
|                       |                 | Abgesagt   |   |                    |

| 17. Oktober Scorecard | Brisbane (Gabba) | Indien 186-7 (20)         | – | Australien 180 (20) |
|                       |                  | Indien gewinnt mit 6 Runs |   |                     |

| 17. Oktober Scorecard | Brisbane (ABF) | Neuseeland 98 (17.1)            | – | Südafrika 100-1 (11.2) |
|                       |                | Südafrika gewinnt mit 9 Wickets |   |                        |

| 17. Oktober Scorecard | Brisbane (Gabba) | Pakistan 160-8 (19/19)        | – | England 163-4 (14.4/19) |
|                       |                  | England gewinnt mit 6 Wickets |   |                         |

| 17. Oktober Scorecard | Brisbane (ABF) | Afghanistan 160-7 (20)          | – | Bangladesch 98-9 (20) |
|                       |                | Afghanistan gewinnt mit 62 Runs |   |                       |

| 19. Oktober Scorecard | Brisbane (Gabba) | Afghanistan 154-6 (20) | – | Pakistan 19-0 (2.2) |
|                       |                  | No Result              |   |                     |

| 19. Oktober Scorecard | Brisbane (ABF) | Bangladesch | – | Südafrika |
|                       |                | Abgesagt    |   |           |

| 19. Oktober Scorecard | Brisbane (Gabba) | Indien   | – | Neuseeland |
|                       |                  | Abgesagt |   |            |

## Vorrunde
Auf Grund der Platzierungen bei der Vorhergehenden Ausgabe spielen Namibia, Schottland, Sri Lanka, und die West Indies in der Vorrunde. Hinzu kommen die vier Qualifikanten Irland, Niederlande, Simbabwe und die Vereinigten Arabischen Emirate.

### Gruppe A
Tabelle
| Gruppe A           | Sp. | S | N | NR | P | NRR    |
| ------------------ | --- | - | - | -- | - | ------ |
| Sri Lanka          | 3   | 2 | 1 | 0  | 4 | +0.667 |
| Niederlande        | 3   | 2 | 1 | 0  | 4 | –0.162 |
| Namibia            | 3   | 1 | 2 | 0  | 2 | +0.730 |
| Ver. Arab. Emirate | 3   | 1 | 2 | 0  | 2 | –1.235 |

Spiele
| 16. Oktober Scorecard | Geelong | Namibia 163-7 (20)          | – | Sri Lanka 108 (19) |

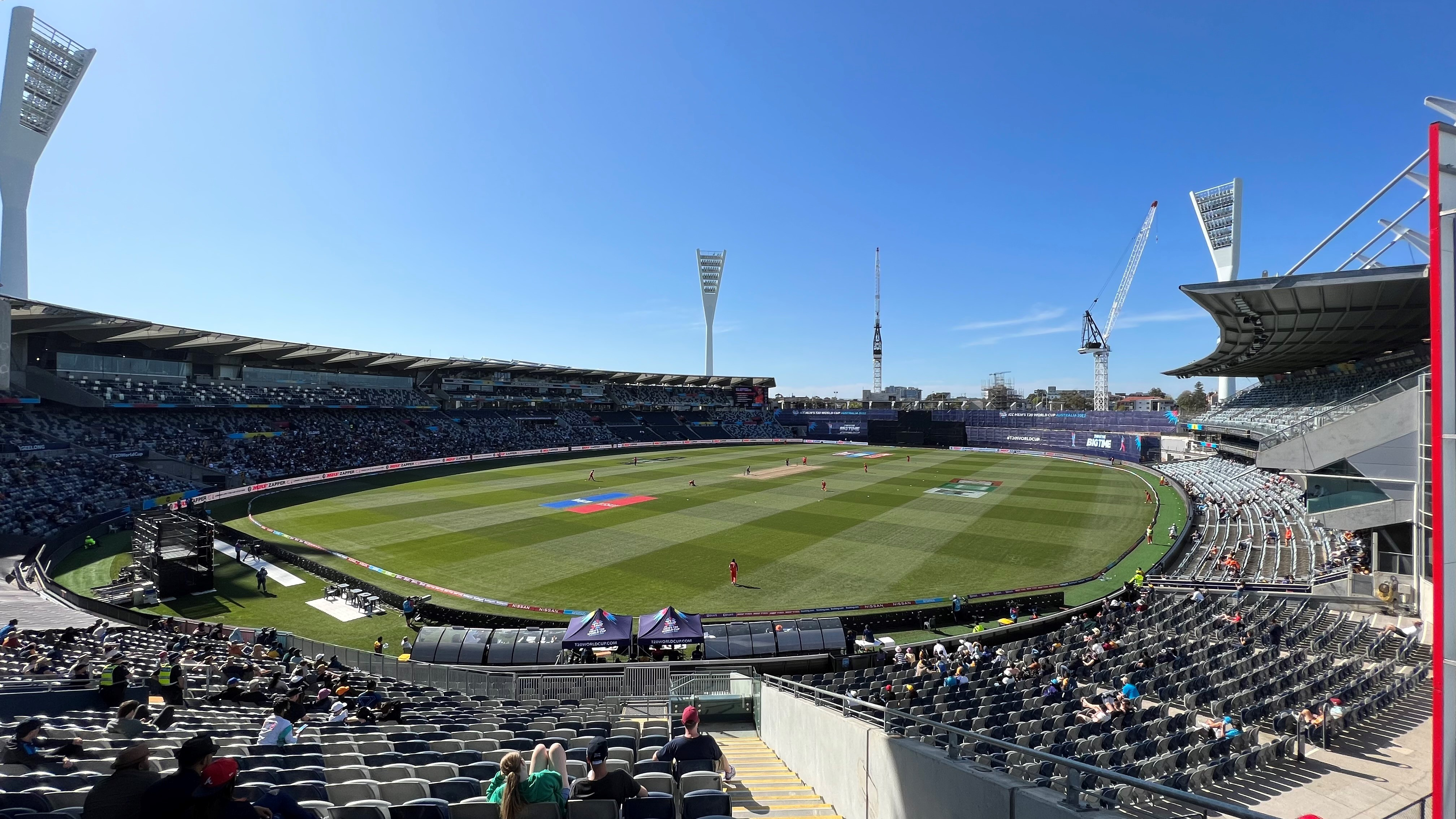
Match zwischen Sri Lanka und den Niederlanden im Kardinia Park

|                       |         | Namibia gewinnt mit 55 Runs |   |                    |

Sri Lanka gewann den Münzwurf und entschied sich als Feldmannschaft zu beginnen. Nachdem Namibia früh seine Eröffnungs-Batter verloren hatte, konnten Jan Nicol Loftie-Eaton und Stephan Baard eine erste Partnerschaft aufbauen. Loftie-Eaton schied nach 20 Runs aus und wurde durch Gerhard Erasmus ersetzt, der 20 Runs an der Seite von Baard erzielte. Diesem folgte Jan Frylinck, bevor Baard nach 26 Runs ausschied. Zusammen mit JJ Smit konnte Frylinck dann eine letzte Partnerschaft aufbauen, bevor er im letzten Ball sein Wicket nach 44 Runs verlor. Smit hatte bis dahin 31* Runs erreicht und so kam es zu einer Vorgabe von 164 Runs für Sri Lanka. Bester sri-lankischer Bowler war Pramod Madushan mit 2 Wickets für 37 Runs. Sri Lanka verlor früh seine Eröffnungs-Batter, bevor Dhananjaya de Silva 12 Runs erzielen konnte. Daraufhin bildete sich die Partnerschaft zwischen Bhanuka Rajapaksa und Dasun Shanaka. Rajapaksa schied nach 20 Runs aus und Shanaka nach 29. Von den verbliebenen Battern konnten Dushmantha Chameera und Maheesh Theekshana eine letzte Partnerschaft bilden, was jedoch nicht ausreichte um die Vorgabe einzuholen. Theekshana erreichte dabei 11* Runs und Chameera 8. Für Namibia konnten vier Bowler jeweils 2 Wickets erzielen: David Wiese (für 16 Runs), Bernard Scholtz (für 18 Runs), Ben Shikongo (für 22 Runs) und Jan Frylinck (für 26 Runs). Als Spieler des Spiels wurde Jan Frylinck ausgezeichnet.
| 16. Oktober Scorecard | Geelong | Ver. Arab. Emirate 111-8 (20)     | – | Niederlande 112-7 (19.5) |
|                       |         | Niederlande gewinnt mit 3 Wickets |   |                          |

Die Vereinigten Arabischen Emirate gewannen den Münzwurf und entschieden sich als Schlagmannschaft zu beginnen. Die Eröffnungs-Batter Chiraf Suri und Muhammad Waseem konnten eine erste Partnerschaft aufbauen. Suri schied nach 12 Runs aus und wurde durch Kashif Daud ersetzt, der 15 Runs erzielte. Nachdem Vriitya Aravind hingekommen war, verlor Waseem sein Wicket nach 41 Runs. Aravind schied nach 18 Runs aus und keiner der verbliebenen Batter konnte sich mehr etablieren. Bester Bowler für die Niederlande war Bas de Leede mit 3 Wickets für 19 Runs. Die Niederlande begann mit Vikramjit Singh und Max O’Dowd. Nachdem Singh nach 10 Runs ausgeschieden war, wurde er durch Bas de Leede gefolgt. O’Dowd verlor sein Wicket nach 23 Runs und an die Seite von de Leede gesellte sich Colin Ackermann. Daraufhin schied de Leede nach 14 und Ackermann nach 17 Runs aus. Der hineinkommende Scott Edwards bildete dann mit Tim Pringle eine Partnerschaft. Pringle schied zwar nach 15 Runs aus, doch konnte Edwards dann mit 16* Runs die Vorgabe einholen. Bester Bowler der Vereinigten Arabischen Emirate war Junaid Siddique mit 3 Wickets für 24 Runs. Als Spieler des Spiels wurde Bas de Leede ausgezeichnet.
| 18. Oktober Scorecard | Geelong | Namibia 121-6 (20)                | – | Niederlande 122-5 (19.3) |
|                       |         | Niederlande gewinnt mit 5 Wickets |   |                          |

Namibia gewann den Münzwurf und entschied sich als Schlagmannschaft zu beginnen. Eröffnungs-Batter Michael van Lingen bildete mit dem dritten Schlagmann Stephan Baard eine erste Partnerschaft. Van Lingen schied nach 20 Runs aus und Baard fand mit Jan Frylinck einen weiteren Partner. Als Baard nach 19 Runs sein Wicket verlor, wurde er durch Gerhard Erasmus ersetzt. Erasmus schied nach 16 Runs aus und kurz darauf Frylinck nach 43 Runs. Bis zum Ende des Innings konnte David Wiese dann noch 11* Runs erzielen. Bester niederländischer Bowler war Bas de Leede mit 2 Wickets für 18 Runs. Die Niederlande eröffneten mit Max O’Dowd und Vikramjit Singh. Singh schied nach 39 Runs aus und wurde gefolgt durch Bas de Leede. Nachdem O’Dowd nach 35 Runs sein Wicket verloren hatte, konnte de Leede mit 30* Runs die Vorgabe einholen. Bester namibischer Bowler war JJ Smit mit 2 Wickets für 24 Runs. Als Spieler des Spiels wurde Bas de Leede ausgezeichnet.
| 18. Oktober Scorecard | Geelong | Sri Lanka 152-8 (20)          | – | Ver. Arab. Emirate 73 (17.1) |
|                       |         | Sri Lanka gewinnt mit 79 Runs |   |                              |

Die Vereinigten Arabischen Emirate gewannen den Münzwurf und entschieden sich als Feldmannschaft zu beginnen. Für Sri Lanka konnten Pathum Nissanka und Kusal Mendis eine erste Partnerschaft aufbauen. Mendis schied nach 18 Runs aus und an der Seite von Nissanka erzielte Dhananjaya de Silva 33 Runs. Nissanka verlor zwei Bälle vor Schluss sein Wicket nach einem Half-Century über 74 Runs und brachte so die Vorgabe auf 153 Runs. Bester Bowler der Vereinigten Arabischen Emirate war Karthik Meiyappan der seine drei Wickets (3/19) in einem Hattrick erzielte. Für die Vereinigten Arabischen Emirate konnte Eröffnungs-Batter Chirag Suri 14 Runs erzielen. Daraufhin erreichte Aayan Afzal Khan 19 Runs, bevor Junaid Siddique nach 18* Runs sein Wicket verlor. Beste sri-lankische Bowler waren Wanindu Hasaranga mit 3 Wickets für 8 Runs und Dushmantha Chameera mit 3 Wickets für 15 Runs. Als Spieler des Spiels wurde Pathum Nissanka ausgezeichnet.
| 20. Oktober Scorecard | Geelong | Sri Lanka 162-6 (20)          | – | Niederlande 149-9 (20) |
|                       |         | Sri Lanka gewinnt mit 16 Runs |   |                        |

Sri Lanka gewann den Münzwurf und entschied sich als Schlagmannschaft zu beginnen. Sie begannen mit Pathum Nissanka und Kusal Mendis, wobei Nissanka nach 14 Runs sein Wicket verlor. An der Seite von Mendis erzielten dann Charith Asalanka 31 und Bhanuka Rajapaksa 19 Runs. Mendis schied im letzten Over nach einem Half-Century über 79 Runs aus und so endete das Innings mit einer Vorgabe von 163 Runs. Beste niederländische Bowler waren Paul van Meekeren mit 2 Wickets für 25 Runs und Bas de Leede mit 2 Wickets für 31 Runs. Für die Niederlande konnte sich dann Eröffnungs-Batter Max O’Dowd etablieren. An seiner Seite erzielten Bas de Leede 14, Tom Cooper 16 und Scott Edwards 21 Runs. O’Dowd konnte das Innings ungeschlagen mit einem Fifty über 71* Runs beenden, was jedoch nicht ausreichte um die Vorgabe einzuholen. Bester sri-lankischer Bowler war Wanindu Hasaranga mit 3 Wickets für 28 Runs. Als Spieler des Spiels wurde Kusal Mendis ausgezeichnet.
| 20. Oktober Scorecard | Geelong | Ver. Arab. Emirate 148-3 (20)                   | – | Namibia 141-8 (20) |
|                       |         | Vereinigte Arabische Emirate gewinnt mit 7 Runs |   |                    |

Die Vereinigten Arabischen Emirate gewannen den Münzwurf und entschieden sich als Schlagmannschaft zu beginnen. Für sie bildeten Muhammad Waseem und Vriitya Aravind eine erste Partnerschaft. Aravind schied nach 21 Runs aus und wurde durch Chundangapoyil Rizwan ersetzt. Waseem verlor sein Wicket nach einem Half-Century über 50 Runs und an der Seite von Rizwan konnte sich Basil Hameed etablieren. Diese beiden beendeten das Innings ungeschlagen, Rizwan mit 43* Runs und Hameed mit 25* Runs, und erhöhten so die Vorgabe auf 149 Runs. Die namibischen Wickets erzielten Ben Shikongo, Bernard Scholtz und David Wiese. Für Namibia konnte Eröffnungs-Batter Michael van Lingen 10 Runs erzielen, bevor sich eine Partnerschaft zwischen Gerhard Erasmus und Jan Frylinck bildete. Erasmus schied nach 16 Runs aus und Frylinck formte eine weitere Partnerschaft mit David Wiese. Frylinck verlor sein Wicket nach 14 Runs und der hineinkommende Ruben Trumpelmann konnte mit Wiese das letzte Over erreichen. Wiese schied dann nach einem Fifty über 55 Runs aus, während Trumpelmann ungeschlagen das Innings mit 25* Runs beendete. Jedoch reichte dieses nicht um die Vorgabe einzuholen. Als Spieler des Spiels wurde Muhammad Waseem ausgezeichnet.

### Gruppe B
Tabelle
| Gruppe B    | Sp. | S | N | NR | P | NRR    |
| ----------- | --- | - | - | -- | - | ------ |
| Simbabwe    | 3   | 2 | 1 | 0  | 4 | +0.200 |
| Irland      | 3   | 2 | 1 | 0  | 4 | +0.105 |
| Schottland  | 3   | 1 | 2 | 0  | 2 | +0.304 |
| West Indies | 3   | 1 | 2 | 0  | 2 | –0.563 |

Spiele
| 17. Oktober Scorecard | Hobart | Schottland 160-5 (20)          | – | West Indies 118 (18.3) |
|                       |        | Schottland gewinnt mit 42 Runs |   |                        |

Die West Indies gewannen den Münzwurf und entschieden sich als Feldmannschaft zu beginnen. Für Schottland bildeten die Eröffnungs-Batter George Munsey und Michael Jones eine erste Partnerschaft. Nach einer kurzen Regenunterbrechung schied Jones nach 20 Runs aus. An der Seite von Munsey erzielten dann Richie Berrington 15 und Calum MacLeod 23 Runs, bevor er zusammen mit Chris Greaves das Innings beenden konnte. Munsey erzielte dabei 66* Runs, Greaves 16* Runs. Beste west-indische Bowler waren Jason Holder mit 2 Wickets für 14 Runs und Alzarri Joseph mit 2 Wickets für 28 Runs. Für die West Indies bildeten Kyle Mayers und Evin Lewis eine erste Partnerschaft. Mayers schied nach 20 Runs aus und wurde gefolgt durch Brandon King. Lewis verlor nach 14 Runs sein Wicket und King kurz darauf nach 17 Runs. Nach dem Verlust mehrerer Wickets konnte sich dann Jason Holder etablieren. Jedoch fielen an seiner Seite weitere Wickets und so verlor er nach 38 eigenen Runs das letzte Wicket des Spiels. Bester schottischer Bowler war Mark Watt mit 3 Wickets für 12 Runs. Als Spieler des Spiels wurde George Munsey ausgezeichnet.
| 17. Oktober Scorecard | Hobart | Simbabwe 174-7 (20)          | – | Irland 143-9 (20) |
|                       |        | Simbabwe gewinnt mit 31 Runs |   |                   |

Irland gewann den Münzwurf und entschied sich als Feldmannschaft zu beginnen. Für Simbabwe konnte zunächst der dritte Schlagmann Wessly Madhevere 22 Runs erreichen. Daraufhin bildete sich eine Partnerschaft zwischen Sean Williams und Sikandar Raza. Nachdem Williams nach 12 Runs ausgeschieden war, folgte an der Seite von Raza Milton Shumba mit 16 Runs, bevor Raza zusammen mit Luke Jongwe eine Partnerschaft bildete. Raza verlor mit dem letzten Ball sein Wicket nach einem Half-Century über 82 Runs. Zu diesem Zeitpunkt hatte Jongwe 20* Runs erreicht. Bester irischer Bowler war Josh Little mit 3 Wickets für 24 Runs. Für Irland erzielte Lorcan Tucker 11 Runs, bevor sich eine Partnerschaft zwischen Curtis Campher und George Dockrell bildete. Dockrell schied nach 24 Runs aus und wurde durch Gareth Delany ersetzt. Campher verlor nach 27 Runs sein Wicket und Delany schied nach 24 Runs aus. Von den verbliebenen Battern konnte Barry McCarthy 22* Runs erreichen, was jedoch nicht ausreichte um die Vorgabe einzuholen.
| 19. Oktober Scorecard | Hobart | Schottland 176-5 (20)        | – | Irland 180-4 (19) |
|                       |        | Irland gewinnt mit 6 Wickets |   |                   |

Schottland gewann den Münzwurf und entschied sich als Schlagmannschaft zu beginnen. Von den schottischen Eröffnungs-Battern konnte sich Michael Jones etablieren. An seiner Seite erzielte Matthew Cross 28 Runs und Richie Berrington 37 Runs, bevor er eine weitere Partnerschaft mit Michael Leask bildete. Jones verlor nach einem Fifty über 86 Runs sein Wicket, bevor Leask das Innings ungeschlagen mit 17* Runs beendete und so eine Vorgabe von 177 Runs stellte. Bester irischer Bowler war Curtis Campher mit 2 Wickets für 9 Runs. Für Irland erzielte Andrew Balbirnie zunächst 14 Runs, bevor sich eine Partnerschaft zwischen Lorcan Tucker und Harry Tector bildete. Tucker verlor dann nach 20 Runs sein Wicket und Tector nach 14. Daraufhin bildete sich zwischen Curtis Campher und George Dockrell eine weitere Partnerschaft. Diese drehten das Spiel und konnten die Vorgabe ein Over vor Schluss einholen. Campher erzielte dabei ein Half-Century über 72* Runs aus 32 Bällen, während Dockrell 39* Runs erreichte. Vier Bowler Schottlands erzielten jeweils ein Wicket. Als Spieler des Spiels wurde Curtis Campher ausgezeichnet.
| 19. Oktober Scorecard | Hobart | West Indies 153-7 (20)          | – | Simbabwe 122 (18.2) |
|                       |        | West Indies gewinnt mit 31 Runs |   |                     |

Die West Indies gewannen den Münzwurf und entschied sich als Schlagmannschaft zu beginnen. Die west-indischen Eröffnungs-Batter Kyle Mayers une Johnson Charles bildeten eine erste Partnerschaft. Mayers schied nach 13 Runs aus und an der Seite von Charles erreichte Evin Lewis 15 Runs. Charles schied dann nach 45 Runs aus. Rovman Powell und Akeal Hosein bildeten dann eine weitere Partnerschaft, bis Powell im letzten Over nach 28 Runs ausschied. Hosein beendete das Innings ungeschlagen mit 23* Runs und erhöhte so die Vorgabe auf 154 Runs. Bester simbabwischer Bowler war Sikandar Raza mit 3 Wickets für 19 Runs. Für Simbabwe bildeten Wessly Madhevere und Regis Chakabva eine erste Partnerschaft. Chakabva verlor nach 13 Runs sein Wicket und Madhevere fand mit Sikandar Raza einen weiteren Partner. Madhevere schied dann nach 27 Runs aus und Raza kurz darauf nach 14 Runs. Mit Ryan Burl und Luke Jongwe bildete sich eine weitere Partnerschaft. Burl konnte dabei 17 Runs bis zu seinem Ausscheiden erzielen, während Jonge 29 Runs erreichte. Jedoch war dieses nicht ausreichend, um die Vorgabe einzuholen. Beste west-indische Bowler waren Alzarri Joseph mit 4 Wickets für 16 Runs und Jason Holder mit 3 Wickets für 12 Runs. Als Spieler des Spiels wurde Alzarri Joseph ausgezeichnet.
| 21. Oktober Scorecard | Hobart | West Indies 146-5 (20)       | – | Irland 150-1 (17.3) |
|                       |        | Irland gewinnt mit 9 Wickets |   |                     |

Die West Indies gewannen den Münzwurf und entschieden sich als Schlagmannschaft zu beginnen. Für sie konnte Eröffnungs-Batter Johnson Charles zusammen mit dem dritten Schlagmann Evin Lewis eine erste Partnerschaft bilden. Charles schied nach 24 Runs aus und wurde gefolgt durch Brandon King. Lewis verlor nach 13 Runs sein Wicket und an der Seite von King erzielte Nicholas Pooran 13 Runs. King konnte dann zusammen mit Odean Smith das Innings mit einer Vorgabe von 147 Runs beenden. King erzielte dabei ein Half-Century über 62* Runs, Smith 19* Runs. Bester irischer Bowler war Gareth Delany mit 3 Wickets für 16 Runs. Für Irland bildeten die Eröffnungs-Batter Paul Stirling und Andy Balbirnie eine erste Partnerschaft. Balbirnie schied nach 37 Runs aus und Stirling konnte dann zusammen mit dem hineinkommenden Lorcan Tucker die Vorgabe im 18. Over einholen. Stirling erzielte dabei ein Half-Century über 66* Runs, Tucker 45* Runs. Das west-indische Wicket erzielte Akeal Hossein. Als Spieler des Spiels wurde Paul Stirling ausgezeichnet.
| 21. Oktober Scorecard | Hobart | Schottland 132-6 (20)          | – | Simbabwe 133-5 (18.3) |
|                       |        | Simbabwe gewinnt mit 5 Wickets |   |                       |

Schottland gewann den Münzwurf und entschied sich als Schlagmannschaft zu beginnen. Zunächst konnte sich George Munsay etablieren und an seiner Seite Richie Berrington 13 Runs erzielen, bevor er eine Partnerschaft mit Calum MacLeod bildete. Munsey schied nach einem Fifty über 54 Runsaus und wurde gefolgt durch Michael Leask, der 12 Runs erreichte. MacLeod schied dann im letzten Over nach 25 Runs aus und so ergab sich eine Vorgabe für Simbabwe von 133 Runs. Beste simbabwischen Bowler waren Tendai Chatara mit 2 Wickets für 14 Runs und Richard Ngarava mit 2 Wickets für 28 Runs. Für Simbabwe konnte sich Eröffnungs-Batter Craig Ervine und fand mit Sikandar Raza einen Partner. Raza schied nach 40 Runs aus, während Ervine ein Fifty über 58 Runs erreichte. Eine Partnerschaft zwischen Milton Shumba (11* Runs) und Ryan Burl (9* Runs) konnte dann die Vorgabe im vorletzten Over einholen. Bester schottischer Bowler war Josh Davey mit 2 Wickets für 16 Runs. Als Spieler des Spiels wurde Sikandar Raza ausgezeichnet.

## Super 12
In der Super 12 Runde werden in zwei Gruppen mit jeweils sechs Mannschaften die Teilnehmer der Halbfinale bestimmt. Aus der Vorrunde qualifizieren sich für jede Gruppe jeweils zwei Mannschaften. Die jeweils besten zwei Mannschaften einer Gruppe qualifizieren sich für das Halbfinale, während sich die vier besten Mannschaften für den darauf folgenden T20 World Cup 2024 qualifizierten.

Auf Grund den Platzierungen bei der letzten Ausgabe haben sich Afghanistan, Australien, Bangladesch, England, Indien, Neuseeland, Pakistan und Südafrika direkt für die Super 12 Runde qualifiziert.

### Gruppe 1
Im ersten Spiel musste das australische Team gegen Neuseeland eine deutliche Niederlage hinnehmen. Im weiteren Verlauf gelang sich neben Neuseeland England als Favorit zu etablieren, die jedoch nach einem Regenabbruch ihr Spiel gegen Irland verloren. Regen spielte auch weiter eine wichtige Rolle in dieser Gruppe, nachdem das Spiel zwischen England und Australien hatte abgesagt werden müssen. Nachdem sich England gegen Neuseeland hatte durchsetzen können, ergab sich vor dem letzten Spieltag die Situation, dass Neuseeland, England und Australien jeweils ihr letztes Spiel gewinnen mussten. Sollte dieses allen dreien gelingen, benötigte Australien einen großen Vorsprung gegen Afghanistan um die beiden anderen teams noch überholen zu können. Australien gewann das Spiel jedoch nur knapp und da sowohl England und Neuseeland ihre Spiele gewannen, qualifizierten diese sich für das Halbfinale.
Tabelle
| Gruppe 1    | Sp. | S | N | NR | P | NRR    |
| ----------- | --- | - | - | -- | - | ------ |
| Neuseeland  | 5   | 3 | 1 | 1  | 7 | +2.113 |
| England     | 5   | 3 | 1 | 1  | 7 | +0.473 |
| Australien  | 5   | 3 | 1 | 1  | 7 | –0.173 |
| Sri Lanka   | 5   | 2 | 3 | 0  | 4 | –0.422 |
| Irland      | 5   | 1 | 3 | 1  | 3 | –1.615 |
| Afghanistan | 5   | 0 | 3 | 2  | 2 | –0.571 |

Spiele
| 22. Oktober Scorecard | Sydney | Neuseeland 200-3 (20)          | – | Australien 111 (17.1) |
|                       |        | Neuseeland gewinnt mit 89 Runs |   |                       |

Australien gewann den Münzwurf und entschied sich als Feldmannschaft zu beginnen. Für Neuseeland begannen Finn Allen und Devon Conway mit einer ersten Partnerschaft. Allen schied nach 42 Runs aus und wurde gefolgt durch Kane Williamson der 23 Runs erreichte. Nachdem Glenn Phillips nach 12 Runs sein Wicket verloren hatte, konnte Conway zusammen mit James Neesham das Innings beenden. Conway erzielte dabei ein Half-Century über 92* Runs, Neesham 26* Runs. Bester australischer Bowler war Josh Hazlewood mit 2 Wickets für 41 Runs. Für Australien bildete Eröffnungs-Batter Aaron Finch zusammen mit dem dritten Schlagmann Mitchell Marsh eine erste Partnerschaft. Finch schied nach 13 Runs aus und wurde durch Glenn Maxwell ersetzt. Marsh konnte 16 Runs erzielen, bevor an der Seite von Maxwell sich Pat Cummins etablierte. Maxwell verlor sein Wicket nach 28 Runs, während Cummins dann das letzte Wicket der Australier im 18. Over verlor, als er mit 21 Runs ausschied. Beste neuseeländische Bowler waren Tim Southee mit 3 Wickets für 6 Runs und Mitchell Santner mit 3 Wickets für 31 Runs. Als Spieler des Spiels wurde Devon Conway ausgezeichnet.
| 22. Oktober Scorecard | Perth | Afghanistan 112 (19.4)        | – | England 113-5 (18.1) |
|                       |       | England gewinnt mit 5 Wickets |   |                      |

England gewann den Münzwurf und entschied sich als Feldmannschaft zu beginnen. Nachdem Eröffnungs-Batter Rahmanullah Gurbaz 10 Runs erzielt hatte, bildete sich eine Partnerschaft zwischen Ibrahim Zadran und Usman Ghani. Zadran schied nach 32 Runs aus und wurde ersetzt durch Najibullah Zadran, der 13 Runs erreichte. Ghani schied nach 30 Runs aus und kurz darauf fiel das letzte Wicket bei einer Vorgabe von 113 Runs für England. Bester englischer Bowler war Sam Curran mit 5 Wickets für 10 Runs. England begann mit der Partnerschaft von Jos Buttler und Alex Hales. Buttler schied nach 18 Runs aus und wurde gefolgt durch Dawid Malan. Hales erreichte 19 Runs und an der Seite von Malan etablierte sich Liam Livingstone. Nachdem Malan nach 18 Runs sein Wicket verloren hatte, war es Livingstone der mit 29* Runs die Vorgabe einholte. Insgesamt fünf afghanische Bowler erzielten jeweils ein Wicket. Als Spieler des Spiels wurde Sam Curran ausgezeichnet.
| 23. Oktober Scorecard | Hobart | Irland 128-8 (20)               | – | Sri Lanka 133-1 (15) |
|                       |        | Sri Lanka gewinnt mit 9 Wickets |   |                      |

Irland gewann den Münzwurf und entschied sich als Schlagmannschaft zu beginnen. Eröffnungs-Batter Paul Stirling konnte sich etablieren und nachdem Lorcan Tucker nach 10 Runs ausgeschieden war, bildete er mit Harry Tector eine Partnerschaft. Stirling verlor sein Wicket nach 34 Runs und an der Seite von Tector konnte George Dockrell 14 Runs erreichen. Kurz darauf schied Tector nach 45 Runs aus und die Vorgabe für Sri Lanka wurde auf 129 Runs erhöht. Beste sri-lankische Bowler waren Maheesh Theekshana mit 2 Wickets für 19 Runs und Wanindu Hasaranga mit 2 Wickets für 25 Runs. Für Sri Lanka bildeten die Eräffnungs-Batter Kusal Mendis und Dhananjaya de Silva eine erste Partnerschaft. De Silva schied nach 31 Runs aus und der hineinkommende Charith Asalanka konnte dann zusammen mit Mendis die Vorgabe nach 15 Overn einholen. Mendis erreichte dabei ein Fifty über 68* Runs, Asalanka 31* Runs. Das irische Wicket erzielte Gareth Delany. Als Spieler des Spiels wurde Kusal Mendis ausgezeichnet.
| 25. Oktober Scorecard | Perth | Sri Lanka 157-6 (20)             | – | Australien 158-3 (16.3) |
|                       |       | Australien gewinnt mit 7 Wickets |   |                         |

Australien gewann den Münzwurf und entschied sich als Feldmannschaft zu beginnen. Für Sri Lanka konnte sich zunächst Eröffnungs-Batter Pathum Nissanka etablieren und zusammen mit dem dritten Schlagmann Dhananjaya de Silva eine Partnerschaft aufbauen. De Silva schied nach 26 Runs aus und wurde durch Charith Asalanka ersetzt. Nachdem Nissanka sein Wicket verloren hatte, konnte Asalanka zusammen mit Chamika Karunaratne das Innings ungeschlagen beenden. Asalanka erreichte dabei 38* Runs, Karunaratne 14* Runs. Fünf australische Bowler erreichten in dem innings jeweils ein Wicket. Australien begann mit David Warner und Aaron Finch. Warner schied nach 11 Runs aus und an der Seite von Finch erzielten Mitchell Marsh 18 und Glenn Maxwell 23 Runs, bevor er zusammen mit Marcus Stoinis die Vorgabe einholte. Stoinis erzielte dabei ein Fifty über 59* Runs aus 18 Bällen, Finch 31 Runs. Die sri-lankischen Wickets wurden durch Dhananjaya de Silva, Chamika Karunaratne und Maheesh Theekshana erzielt. Als Spieler des Spiels wurde Marcus Stoinis ausgezeichnet.
| 26. Oktober Scorecard | Melbourne | Irland 157 (19.2)                      | – | England 105-5 (14.3/14.3) |
|                       |           | Irland gewinnt mit 5 Runs (D/L method) |   |                           |

England gewann den Münzwurf und entschied sich als Feldmannschaft zu beginnen. Auf Grund von Regenfällen begann das Spiel verspätet. Irland begann mit Paul Stirling und Andrew Balbirnie. Nach einer weiteren Regenunterbrechung schied Stirling nach 14 Runs aus. Er wurde ersetzt durch Lorcan Tucker, der 34 Runs erzielte, bevor Balbirnie mit Curtis Campher einen neuen Partner fand. Balbirnie schied nach einem Half-Century über 62 Runs aus. Campher bildete eine weitere Partnerschaft mit Gareth Delany, bevor auch er nach 18 Runs ausschied. Delany beendete danach das Innings ungeschlagen mit 12* Runs, als das letzte Wicket im letzten Innings fiel. Beste englische Bowler waren Mark Wood mit 3 Wickets für 34 Runs und Liam Livingstone mit 3 Wickets für 17 Runs. England verlor dann zwei frühe Wickets, bevor sich Dawid Malan etablieren konnte und zusammen mit Harry Brook eine Partnerschaft aufbaute. Brook schied nach 18 Runs aus und wurde durch Moeen Ali ersetzt. Malan verlor sein Wicket nach 35 Runs, während Ali noch versuchte die DLS-Vorgabe zu erreichen, bevor er durch erneute Regenfälle gestoppt wurde. Das Spiel wurde dann abgebrochen, und England hatte zu diesem Zeitpunkt 5 Runs Rückstand. Ali hatte bis dahin 24* Runs erreicht. Bester irischer Bowler war Josh Little mit 2 Wickets für 16 Runs. Als Spieler des Spiels wurde Andrew Balbirnie ausgezeichnet.
| 26. Oktober Scorecard | Perth | Neuseeland | – | Afghanistan |
|                       |       | Abgesagt   |   |             |

Das Spiel wurde auf Grund von Regenfällen abgesagt.
| 28. Oktober Scorecard | Melbourne | Afghanistan | – | Irland |
|                       |           | Abgesagt    |   |        |

Das Spiel wurde auf Grund von Regenfällen abgesagt.
| 28. Oktober Scorecard | Melbourne | England  | – | Australien |
|                       |           | Abgesagt |   |            |

Das Spiel wurde auf Grund von Regenfällen abgesagt.
| 29. Oktober Scorecard | Sydney | Neuseeland 167-7 (20)          | – | Sri Lanka 102 (19.2) |
|                       |        | Neuseeland gewinnt mit 65 Runs |   |                      |

Neuseeland gewann den Münzwurf und entschied sich als Schlagmannschaft zu beginnen. Nachdem Neuseeland früh drei Wickets verloren hatte, konnte sich Glenn Phillips etablieren und fand mit Daryl Mitchell einen Partner. Mitchell schied nach 22 Runs aus und nachdem Phillips einen weiteren Partner mit Mitchell Santner gefunden hatte, schied er nach einem Century über 104 Runs aus 64 Runs aus. Santner beendete das Innings ungeschlagen mit 11* Runs. Bester sri-lankischer Bowler war Kasun Rajitha mit 2 Wickets für 23 Runs. Sri Lanka verlor früh vier Wickets, bevor sich Bhanuka Rajapaksa etablierte und mit Dasun Shanaka eine Partnerschaft bilden konnte. Rajapaksa verlor nach 34 Runs sein Wicket und Shanaka nach 35. Dies reichte jedoch nicht die Vorgabe einzuholen. Bester neuseeländischer Bowler war Trent Boult mit 4 Wickets für 13 Runs.
| 31. Oktober Scorecard | Brisbane | Australien 179-5 (20)          | – | Irland 137 (18.1) |
|                       |          | Australien gewinnt mit 42 Runs |   |                   |

Irland gewann den Münzwurf und entschied sich als Feldmannschaft zu beginnen. Der australische Eröffnungs-Batter Aaron Finch konnte mir Mitchell Marsh eine erste Partnerschaft bilden. Marsh schied nach 28 Runs aus und der hineinkommende Glenn Maxwell konnte an der Seite von Finch 13 Runs erreichen. Ihm folgte Marcus Stoinis und eine weitere Partnerschaft entstand, bis Finch nach einem Half-Century über 63 Runs ausschied. Ihm folgte Tim David. Stoinis verlor sein Wicket nach 35 Runs, während David mit seinen ungeschlagenen 15* Runs die Vorgabe auf 180 Runs erhöhen konnte. Bester irischer Bowler war Barry McCarthy mit 3 Wickets für 29 Runs. Nachdem Paul Stirling für Irland 11 Runs erzielt hatte, konnte sich Lorcan Tucker etablieren. An seiner Seite erzielten Gareth Delany 14 und Mark Adair 11 Runs. Daraufhin fand sich kein stabiler Partner mehr und Tucker beendete das Innings nach dem Fall des letzten Wickets im vorletzten Over mit einem ungeschlagenen Fifty über 79* Runs. Beste Bowler für Australien waren mit jeweils 2 Wickets: Glenn Maxwell (für 14 Runs), Adam Zampa (für 19 Runs), Pat Cummins (für 28 Runs) und Mitchell Starc (für 43 Runs). Als Spieler des Spiels wurde
| 1. November Scorecard | Brisbane | Afghanistan 144-8 (20)          | – | Sri Lanka 148-4 (18.3) |
|                       |          | Sri Lanka gewinnt mit 6 Wickets |   |                        |

Afghanistan gewann den Münzwurf und entschied sich als Schlagmannschaft zu beginnen. Für sie bildeten Rahmanullah Gurbaz und Usman Ghani eine erste Partnerschaft. Gurbaz schied nach 28 Runs aus und wurde durch Ibrahim Zadran ersetzt. Nachdem Ghani nach 27 Runs sein Wicket verloren hatte, schied auch Ibrahim Zadran nach 22 Runs aus. Najibullah Zadran und Gulbadin Naib bildeten dann eine weitere Partnerschaft. Najibullah Zadran erreichte 18 Runs und wurde gefolgt durch Mohammad Nabi. Naib schied dann nach 12 Runs aus und Nabi nach 13 und die verbliebenen Batter erhöhten die Vorgabe auf 145 Runs. Bester sri-lankischer Bowler war Wanindu Hasaranga mit 3 Wickets für 13 Runs. Für Sri Lanka konnte Eröffnungs-Batter Kusal Mendis zusammen mit dem dritten Schlagmann Dhananjaya de Silva eine Partnerschaft aufbauen. Mendis erreichte 25 Runs und an der seite von de Silva erzielte Charith Asalanka 19 und Bhanuka Rajapaksa 18 Runs. De Silva konnte dann mit ungeschlagenen 66* Runs die Vorgabe im vorletzten Over einholen. Beste afghanische Bowler waren Mujeeb Ur Rahman mit 2 Wickets für 24 Runs und Rashid Khan mit 2 Wickets für 31 Runs. Als Spieler des Spiels wurde Wanindu Hasaranga ausgezeichnet.
| 1. November Scorecard | Brisbane | England 179-6 (20)          | – | Neuseeland 159-6 (20) |
|                       |          | England gewinnt mit 20 Runs |   |                       |

England gewann den Münzwurf und entschied sich als Schlagmannschaft zu beginnen. Für sie konnten die Eröffnungs-Batter Jos Buttler und Alex Hales eine erste Partnerschaft aufbauen. Hales schied nach einem Half-Century über 52 Runs aus und an der Seite von Buttler erreichte Liam Livingstone 20 Runs. Buttler schied dann nach einem Fifty über 73 Runs aus und die verbliebenen Batter erhöhten die Vorgabe auf 180 Runs. Bester neuseeländischer Bowler war Lockie Ferguson mit 2 Wickets für 45 Runs. Für Neuseeland bildete Eröffnungs-Batter Finn Allen zusammen mit dem dritten Schlagmann Kane Williamson eine Partnerschaft. Allen schied nach 16 Runs aus und wurde durch Glenn Phillips ersetzt. Williamson verlor nach 40 runs sein Wicket und auch Phillips schied nach einem Fifty über 62 runs aus. Von den verbliebenen Battern konnte Mitchell Santner 16* Runs erzielen, was jedoch nicht ausreichte um die Vorgabe einzuholen. Beste englische Bowler waren Sam Curran mit 2 Wickets für 26 Runs und Chris Woakes mit 2 Wickets für 33 Runs. Als Spieler des Spiels wurde Jos Buttler ausgezeichnet.
| 4. November Scorecard | Adelaide | Neuseeland 185-6 (20)          | – | Irland 150-9 (20) |
|                       |          | Neuseeland gewinnt mit 35 Runs |   |                   |

Irland gewann den Münzwurf und entschied sich als Feldmannschaft zu beginnen. Für Neuseeland konnten die beiden Eröffnungs-Batter Finn Allen und Devon Conway eine Partnerschaft aufbauen. Allen verlor nach 32 Runs sein Wicket und wurde gefolgt durch Kane Williamson. Nachdem Conway nach 28 Runs ausgeschieden war, erzielte Glenn Phillips 17 Runs an der Seite von Williamson und wurde dann durch Daryl Mitchell ersetzt. Williamson verlor sein Wicket nach einem Fifty über 61 Runs, während Mitchell das innings ungeschlagen mit 31* Runs beenden konnte. Bester irischer Bowler war Josh Little mit 3 Wickets für 22 Runs. Für Irland bildeten die Eröffnungs-Batter Paul Stirling und Andrew Balbirnie eine erste Partnerschaft. Balbirnie schied nach 30 Runs aus und ein Over später Stirling nach 37. Daraufhin etablierte sich Lorcan Tucker und an seiner Seite erzielte Gareth Delany 10 Runs. Es entstand eine weitere Partnerschaft mit George Dockrell, jedoch verlor Tucker dann nach 13 Runs sein Wicket. Dockrell erreichte 23 Runs, was jedoch nicht ausreichte um die Vorgabe einzuholen. Bester neuseeländischer Bowler war Lockie Ferguson mit 3 Wickets für 22 Runs.
| 4. November Scorecard | Adelaide | Australien 168-8 (20)         | – | Afghanistan 164-7 (20) |
|                       |          | Australien gewinnt mit 4 Runs |   |                        |

Afghanistan gewann den Münzwurf und entschied sich als Feldmannschaft zu beginnen. Für Australien konnte Eröffnungs-Batter David Warner zusammen mit dem dritten Schlagmann Mitchell Marsh eine erste Partnerschaft bilden. Warner verlor sein Wicket nach 25 Runs und Marsh fand mit Marcus Stoinis einen Partner, bevor er selbst nach 45 Runs ausschied. Stoinis bildete mit Glenn Maxwell eine weitere Partnerschaft, verlor jedoch nach 25 Runs sein Wicket. Maxwell beendete das Innings ungeschlagen nach einem Half-Century über 54* Runs. Bester afghanischer Bowler war Naveen-ul-Haq mit 3 Wickets für 21 Runs. Für Afghanistan formte Rahmanullah Gurbaz zusammen mit Ibrahim Zadran eine erste Partnerschaft. Gurbaz schied nach 30 Runs aus und wurde gefolgt von Gulbadin Naib. Naib verlor sein Wicket nach 39 Runs und einen Ball später auch Zadran nach 26 Runs. Nach dem Verlust weiterer Wickets gelang es dann Darwish Rasooli und Rashid Khan eine weitere Partnerschaft zu bilden. Rasooli erreichte dabei 15 Runs bis zu seinem Ausscheiden im letzten Over, während Rashid ungeschlagene 48* Runs erzielte, jedoch knapp dabei scheiterte die Vorgabe einzuholen. Bester australische Bowler waren Adam Zampa mit 2 Wickets für 22 Runs und Josh Hazlewood mit 2 Wickets für 33 Runs. Als Spieler des Spiels wurde Glenn Maxwell ausgezeichnet.
| 5. November Scorecard | Sydney | Sri Lanka 141-8 (20)          | – | England 144-6 (19.4) |
|                       |        | England gewinnt mit 4 Wickets |   |                      |

Sri Lanka gewann den Münzwurf und entschied sich als Schlagmannschaft zu beginnen. Die Eröffnungs-Batter Pathum Nissanka und Kusal Mendis bildeten eine erste Partnerschaft. Mendis schied nach 18 Runs aus und Nissanka fand mit Bhanuka Rajapaksa einen neuen Partner, bevor er selbst nach einem Half-Century über 67 Runs ausschied. Rajapaksa verlor sein Wicket nach 22 Runs und keinem weiteren Batter gelang es sich zu etablieren. Bester englischer Bowler war Mark Wood mit 3 Wickets für 26 Runs. England begann mit Jos Buttler und Alex Hales. Nachdem Butler nach 28 Runs ausgeschieden war, etablierte sich Ben Stokes an der Seite von Hales. Hales verlor sein Wicket nach 47 Runs und es gelang keinem weiteren Batter sich an der Seite von Stokes zu etablieren. Dieser beendete jedoch das Innings ungeschlagene und konnte im letzten Over nach 42* Runs die Vorgabe einholen. Beste Bowler für Sri Lanka mit jeweils 2 Wickets waren Wanindu Hasaranga (für 23 Runs), Lahiru Kumara und Dhananjaya de Silva (für jeweils 24 Runs). Als Spieler des Spiels wurde Adil Rashid ausgezeichnet.

### Gruppe 2
Im ersten Spiel konnte sich Indien knapp gegen Pakistan durchsetzen. Pakistan verlor dann überraschend gegen Simbabwe und somit konnte sich Südafrika als weiterer Favorit der Gruppe etablieren. Südafrika konnte sogar ein Sieg gegen Indien erzielen, verlor dann jedoch gegen Pakistan und die Niederlande und musste damit ausscheiden. Pakistan gewann daraufhin die entscheidende Partie gegen Bangladesch und qualifizierte sich so neben Indien für das Halbfinale.
Tabelle
| Gruppe 2    | Sp. | S | N | NR | P | NRR    |
| ----------- | --- | - | - | -- | - | ------ |
| Indien      | 5   | 4 | 1 | 0  | 8 | +1.116 |
| Pakistan    | 5   | 3 | 2 | 0  | 6 | +1.028 |
| Südafrika   | 5   | 2 | 2 | 1  | 5 | +0.874 |
| Niederlande | 5   | 2 | 3 | 0  | 4 | –0.849 |
| Bangladesch | 5   | 2 | 3 | 0  | 4 | –1.176 |
| Simbabwe    | 5   | 1 | 3 | 1  | 3 | –0.918 |

Spiele
| 23. Oktober Scorecard | Melbourne | Pakistan 159-8 (20)          | – | Indien 160-6 (20) |
|                       |           | Indien gewinnt mit 4 Wickets |   |                   |

Indien gewann den Münzwurf und entschied sich als Feldmannschaft zu beginnen. Nachdem Pakistan früh zwei Wickets verloren hatte, konnte sich Shan Masood zusammen mit Iftikhar Ahmed eine Partnerschaft bilden. Ahmed schied nach einem Half-Century über 51 Runs aus, während Masood mit Shaheen Shah Afridi einen weiteren Partner fand. Afridi konnte 16 Runs bis zu seinem Ausscheiden erreichen und Massod beendete das Innings ungeschlagen mit ein em Fifty über 52* Runs und einer Vorgabe von 160 Runs für Indien. Beste indische Bowler waren Hardik Pandya mit 3 Wickets für 30 Runs und Arshdeep Singh mit 3 Wickets für 32 Runs. Indien verlor früh seine Eröffnungs-Batter, bevor sich der dritte Schlagmann Virat Kohli etablieren konnte. An seiner Seite erzielte Suryakumar Yadav 15 Runs, bevor er zusammen mit Hardik Pandya das Innings stabilisieren konnte. Pandya schied im letzten Over nach 40 Runs aus und Kohli sicherte mit einem Half-Century über 82* Runs den Sieg. Beste pakistanische Bowler waren Haris Rauf mit 2 Wickets für 36 Runs und Mohammad Nawaz mit 2 Wickets für 42 Runs. Als Spieler des Spiels wurde Virat Kohli ausgezeichnet.
| 24. Oktober Scorecard | Hobart | Bangladesch 144-8 (20)         | – | Niederlande 135 (20) |
|                       |        | Bangladesch gewinnt mit 9 Runs |   |                      |

Die Niederlande gewannen den Münzwurf und entschieden sich als Feldmannschaft zu beginnen. Bangladesch begann mit Najmul Hossain Shanto und Soumya Sarkar. Sarkar schied nach 14 Runs aus und Shanto kurz darauf nach 25 Runs. Als nächster Spieler konnte sich Afif Hossain etablieren. An seiner Seite erzielte Nurul Hasan 13 Runs, bevor sich eine weitere Partnerschaft mit Mosaddek Hossain bildete. Afif Hossein verlor dann nach 38 Runs sein Wicket, während Mosaddek Hossain mit ungeschlagenen 20* Runs das innings beendete. Beste niederländische Bowler waren Paul van Meekeren mit 2 Wickets für 21 Runs und Bas de Leede mit 2 Wickets für 29 Runs. Die Niederlande verloren früh zwei Wickets, bevor sich Colin Ackermann etablierte. An seiner Seite erzielte Scott Edwards 16 Runs, jedoch fielen nach überwiegend wenigen Runs zahlreiche weitere Wickets. Daraufhin verlor auch Ackermann nach einem Fifty über 62 Runs sein Wicket. Anschließend konnte der hineinkommende Paul van Meekeren noch 24 Runs erreichen, bis das letzte Wicket fiel und es nicht ausreichte, um die Vorgabe einzuholen. Als Spieler des Spiels wurde Taskin Ahmed ausgezeichnet.
| 24. Oktober Scorecard | Perth | Simbabwe 79-5 (9/9) | – | Südafrika 51-0 (3/7) |
|                       |       | No Result           |   |                      |

Simbabwe gewann den Münzwurf und entschied sich als Schlagmannschaft zu beginnen. Daraufhin kam es vor Spielbeginn zu Regenfällen und das Spiel wurde auf neun Over pro Seite verkürzt. Simbabwe verlor früh vier Wickets, bevor Wessly Madhevere und Milton Shumba eine Partnerschaft bilden konnten. Shumba verlor mit dem letzten Ball sein Wicket nach 18 Runs, während Madhevere mit 35* Runs ungeschlagen das Innings beendete. Bester südafrikanischer Bowler war Lungi Ngidi mit 2 Wickets für 20 Runs. Südafrika eröffnete mit Quinton de Kock und Temba Bavuma. Jedoch wurde das Spiel abermals durch Regen unterbrochen, zunächst auf 7 Wickets verkürzt und dann nach der nächsten Regenunterbrechung abgebrochen, ohne die notwendige Mindest-Overzahl erreicht zu haben. Zu diesem Zeitpunkt hatte de Kock 47* Runs erreicht und Bavuma 2* runs.
| 27. Oktober Scorecard | Sydney | Südafrika 205-5 (20)           | – | Bangladesch 101 (16.3) |
|                       |        | Südafrika gewinnt mit 104 Runs |   |                        |

Südafrika gewann den Münzwurf und entschied sich als Schlagmannschaft zu beginnen. Von den südafrikanischen Eröffnungs-Battern konnte sich Quinton de Kock etablieren und zusammen mit dem dritten Schlagmann Rilee Rossouw eine Partnerschaft über 163 Runs bilden. Nachdem de Kock nach einem Fifty über 63 Runs ausgeschieden war, verlor auch Rossouw nach einem Century über 109 Runs aus 56 Bällen sein Wicket. Die verbliebenen Batter erhöhten die Vorgabe auf 206 Runs. Bester bangladeschischer Bowler war Shakib Al Hasan mit 2 Wickets für 33 Runs. Für Bangladesch erzielte Soumya Sarkar 15 Runs, bevor sich Litton Das etablierte. An dessen Seite erreichte Mehidy Hasan Miraz 11 Runs, bevor Das nach 34 Runs sein Wicket verlor. Den verbliebenen Battern gelang es nicht die Vorgabe einzuholen. Beste südafrikanische Bowler waren Anrich Nortje mit 4 Wickets für 10 Runs und Tabraiz Shamsi mit 3 Wickets für 20 Runs. Als Spieler des Spiels wurde Rilee Rossouw ausgezeichnet.
| 27. Oktober Scorecard | Sydney | Indien 179-2 (20)          | – | Niederlande 123-9 (20) |
|                       |        | Indien gewinnt mit 56 Runs |   |                        |

Indien gewann den Münzwurf und entschied sich als Schlagmannschaft zu beginnen. Eröffnungs-Batter Rohit Sharma bildete zunächst mit dem dritten Schlagmann Virat Kohli eine Partnerschaft. Sharma schied nach einem Half-Century über 53 Runs aus und wurde ersetzt durch Suryakumar Yadav. Kohli und Yadav beendeten dann das Innings ungeschlagen und hoben die Vorgabe auf 180 Runs. Kohli erreichte dabei 62* Runs, Yadav 51* Runs. Die niederländischen Wickets erzielte Paul van Meekeren und Fred Klaassen. Für die Niederlande bildete Eröffnungs-Batter Max O’Dowd zusammen mit Bas de Leede eine Partnerschaft. O’Dowd schied nach 16 Runs aus und wurde durch Colin Ackermann ersetzt. De Lede erreichte ebenfalls 16 Runs bis zu seinem Ausscheiden und Ackermann 17 Runs. Der hineinkommende Tim Pringle konnte 20 Runs erreichen, bevor Shariz Ahmad zusammen mit Paul van Meekeren eine Partnerschaft bildete, die jedoch die Vorgabe nicht mehr erreichen konnten. Ahmad erzielte dabei 16* Runs und van Meekeren für 14* Runs. Für Indien erzielten vier Bowler jeweils zwei Wickets: Bhuvneshwar Kumar (für 9 Runs), Axar Patel (für 18 Runs), Ravichandran Ashwin (für 21 Runs) und Arshdeep Singh (für 37 Runs). Als Spieler des Spiels wurde Suryakumar Yadav ausgezeichnet.
| 27. Oktober Scorecard | Perth | Simbabwe 130-8 (20)        | – | Pakistan 129-8 (20) |
|                       |       | Simbabwe gewinnt mit 1 Run |   |                     |

Simbabwe gewann den Münzwurf und entschied sich als Schlagmannschaft zu beginnen. Für sie konnten die Eröffnungs-Batter Wessly Madhevere und Craig Ervine eine erste Partnerschaft bilden. Ervine schied nach 19 Runs aus und Madhevere kurz danach 17 Runs. Daraufhin erreichte Sean Williams bis zu seinem Ausscheiden 31 Runs. Ihm folgte Ryan Burl, der mit Brad Evans eine weitere Partnerschaft bildete. Evans schied im letzten Over nach 19 Runs aus, während Burl das Innings ungeschlagen mit 10* Runs beendete. Beste pakistanische Bowler waren Mohammad Wasim mit 4 Wickets für 24 Runs und Shadab Khan mit 3 Wickets für 23 Runs. Für Pakistan erzielte zunächst Eröffnungs-Batter Mohammad Rizwan 14 Runs, bevor sich Shan Masood etablierte. An seiner Seite erzielte Shadab Khan 17 Runs, bevor er eine Partnerschaft mit Mohammad Nawaz bildete. Masood verlor nach 44 Runs sein Wicket und wurde durch Mohammad Wasim ersetzt. Nawaz verlor mit dem vorletzten Ball sein Wicket und Pakistan gelang es mit dem letzten Ball nicht die erforderlichen zwei Runs für ein Unentschieden zu erzielen. Wasim beendete das Innings mit 12* Runs. Bester simbabwischer Bowler war Sikandar Raza mit 3 Wickets für 25 Runs, der auch als Spieler des Spiels ausgezeichnet wurde.
| 30. Oktober Scorecard | Brisbane | Bangladesch 150-7 (20)         | – | Simbabwe 147-8 (20) |
|                       |          | Bangladesch gewinnt mit 3 Runs |   |                     |

Bangladesch gewann den Münzwurf und entschied sich als Schlagmannschaft zu beginnen. Von den bangladeschischen Eröffnungs-Battern konnte sich Najmul Hossain Shanto etablieren. An seiner Seite erzielte Litton Das 14 Runs und Shakib Al Hasan 23 Runs, bevor er mit Afif Hossain eine weitere Partnerschaft bildete. Shanto schied dann nach einem Half-Century über 71 Runs aus und Hossain verlor mit dem letzten Ball sein Wicket nach 29 Runs. Beste simbabwischen Bowler waren Blessing Muzarabani mit 2 Wickets für 13 Runs und Richard Ngarava mit 2 Wickets für 24 Runs. Simbabwe verlor früh drei Wickets, bevor sich Sean Williams etablierte. An seiner Seite erreichte Regis Chakabva 15 Runs, bevor er Ryan Burl als Partner fand. Williams schied dann nach einem Fifty über 64 Runs aus und Burl gelang es trotz seiner 27* Runs nicht mehr die Vorgabe einzuholen. Bester bangladeschischer Bowler war Taskin Ahmed mit 3 Wickets für 19 Runs, wofür er als Spieler des Spiels ausgezeichnet wurde.
| 30. Oktober Scorecard | Brisbane | Niederlande 91-9 (20)          | – | Pakistan 95-4 (13) |
|                       |          | Pakistan gewinnt mit 6 Wickets |   |                    |

Die Niederlande gewannen den Münzwurf und entschieden sich als Schlagmannschaft zu beginnen. Zu Beginn verloren die Niederlande früh drei Wickets und Bas de Leede schied verletzt aus, bevor Colin Ackermann und Scott Edwards eine Partnerschaft bilden konnten. Ackermann verlor nach 27 Runs sein Wicket und kurz darauf auch Edwards nach 15 Runs. Den verbliebenen Battern gelang es dann die Vorgabe auf 92 Runs zu erhöhen. Bester pakistanischer Bowler war Shadab Khan mit 3 Wickets für 22 Runs. Für Pakistan konnte sich Eröffnungs-Batter Mohammad Rizwan etablieren und an seiner Seite Fakhar Zaman 20 Runs erzielen. Nachdem Shan Masood hineingekommen war, schied Rizwan nach 49 Runs aus. Masood verlor einen Run vor Schluss sein Wicket nach 12* Runs, jedoch konnte Pakistan die Vorgabe kurz darauf einholen. Bester niederländischer Bowler war Brandon Glover mit 2 Wickets für 22 Runs. Als Spieler des Spiels wurde Shadab Khan ausgezeichnet.
| 30. Oktober Scorecard | Perth | Indien 133-9 (20)               | – | Südafrika 137-5 (19.4) |
|                       |       | Südafrika gewinnt mit 5 Wickets |   |                        |

Indien gewann den Münzwurf und entschied sich als Schlagmannschaft zu beginnen. Für sie konnte Eröffnungs-Batter Rohit Sharma 15 Runs erzielen, bevor Virat Kohli und Suryakumar Yadav eine Partnerschaft aufbauen konnten. Kohli schied nach 12 Runs aus und Yadav konnte sich bis zum vorletzten Over halten, auch wenn er keinen stabilen Partner mehr fand. Yadav verlor sein Wicket nach einem Fifty über 68 Runs und steigerte so die Vorgabe auf 134 Runs. Beste südafrikanischen Bowler waren Lungi Ngidi mit 4 Wickets für 29 Runs und Wayne Parnell mit 3 Wickets für 15 Runs. Für Südafrika konnte Temba Bavuma zunächst 10 Runs erreichen, bevor Aiden Markram und David Miller eine Partnerschaft bildeten. Markram schied nach einem Fifty über 52 Runs aus, während Miller das Innings ungeschlagen mit 59* Runs beendete und die Vorgabe einholte. Bester indischer Bowler war Arshdeep Singh mit 2 Wickets für 25 Runs. Als Spieler des Spiels wurde Lungi Ngidi ausgezeichnet.
| 2. November Scorecard | Adelaide | Simbabwe 117 (19.2)               | – | Niederlande 120-5 (18) |
|                       |          | Niederlande gewinnt mit 5 Wickets |   |                        |

Simbabwe gewann den Münzwurf und entschied sich als Schlagmannschaft zu beginnen. Nachdem sie drei frühe Wickets verloren hatten, konnten Sean Williams und Sikandar Raza eine Partnerschaft bilden. Williams schied nach 28 und Raza nach 40 Runs aus. Daraufhin konnte sich kein weiterer Batter etablieren. Bester niederländischer Bowler war Paul van Meekeren mit 3 Wickets für 29 Runs. Für die Niederlande konnte sich Eröffnungs-Batter Max O’Dowd zusammen mit Tom Cooper eine Partnerschaft aufbauen. Cooper schied nach 32 Runs aus und O’Dowd bildete mit Bas de Leede eine weitere Partnerschaft, bevor er selbst nach einem Fifty über 52 Runs ausschied. De Leede konnte dann mit ungeschlagenen 12* Runs die Vorgabe einholen. Beste simbabwische Bowler waren Richard Ngarava mit 2 Wickets für 18 Runs und Blessing Muzarabani mit 2 Wickets für 23 Runs. Als Spieler des Spiels wurde Max O’Dowd ausgezeichnet.
| 2. November Scorecard | Adelaide | Indien 184-6 (20)                      | – | Bangladesch 145-6 (16/16) |
|                       |          | Indien gewinnt mit 5 Runs (D/L method) |   |                           |

Bangladesch gewann den Münzwurf und entschied sich als Feldmannschaft zu beginnen. Für Indien konnte Eröffnungs-Batter KL Rahul zusammen mit dem dritten Schlagmann Virat Kohli eine Partnerschaft aufbauen. Rahul schied nach einem Half-Century über 50 Runs aus und an der Seite von Kohli konnte Suryakumar Yadav 30 Runs erzielen, bevor er zusammen mit Ravichandran Ashwin das Innings ungeschlagen beendete. Kohli erzielte dabei ein Fifty über 64* Runs und Ashwin 13* Runs. Bester bangladeschischer Bowler war Hasan Mahmud mit 3 Wickets für 47 Runs. Für Bangladesch bildeten die Eröffnungs-Batter Najmul Hossain Shanto und Litton Das eine erste Partnerschaft. Im siebten Over wurde das Spiel beim Stand von 66/0 auf Grund von Regenfällen unterbrochen. Als das Spiel fortgesetzt wurde, wurde die Overzahl auf 16 verkürzt und die Vorgabe angepasst. Kurz darauf schied Das nach einem Fifty über 60 Runs aus. Hinein kam Shakib Al Hasan und Shanto schied nach 21 Runs aus, während Al Hassan 13 Runs erreichte. Daraufhin bildete Nurul Hasan zusammen mit Taskin Ahmed eine Partnerschaft, denen es jedoch nicht gelang die korrigierte Vorlage einzuholen. Hasan erzielte dabei 25* Runs und Ahmed 12* Runs. Beste indische Bowler waren Hardik Pandya mit 2 Wickets für 28 Runs und Arshdeep Singh mit 2 Wickets für 38 Runs. Als Spieler des Spiels wurde Virat Kohli ausgezeichnet.
| 3. November Scorecard | Sydney | Pakistan 185-9 (20)                       | – | Südafrika 108-9 (14/14) |
|                       |        | Pakistan gewinnt mit 33 Runs (D/L method) |   |                         |

Pakistan gewann den Münzwurf und entschied sich als Schlagmannschaft zu beginnen. Mohammad Haris konnte zunächst 28 Runs erzielen. Daraufhin etablierte sich Iftikhar Ahmed, der zusammen mit Mohammad Nawaz eine Partnerschaft bildete. Nawaz verlor sein Wicket nach 28 Runs und wurde durch Shadab Khan ersetzt, der ein Fifty über 52 Runs aus 22 Bällen erreichte. Ahmed verlor im letzten Over nach einem Half-Century über 51 Runs sein Wicket und die Vorgabe stieg auf 186 Runs. Bester südafrikanischer Bowler war Anrich Nortje mit 4 Wickets für 41 Runs. Für Südafrika konnte sich zunächst Temba Bavuma etablieren und fand mit Aiden Markram einen Partner. Bavuma schied nach 36 Runs aus und Markram kurz darauf nach 20 Runs. Daraufhin bildete sich die Partnerschaft zwischen Heinrich Klaasen und Tristan Stubbs und das Spiel musste auf Grund von Regenfällen beim Stand von 69/4 nach neun Overn unterbrochen werden. Nachdem das Spiel wieder begonnen hatte, wurde die Overzahl auf 14 reduziert und die Vorgabe auf 142 Runs reduziert. Klaasen schied nach 15 Runs aus und Stubbs nach 18, woraufhin sich kein weiterer Spieler mehr etablieren konnte und die Vorgabe klar verfehlt wurde. Bester pakistanischer Bowler war Shaheen Afridi mit 3 Wickets für 14 Runs. Als Spieler des Spiels wurde Shadab Khan ausgezeichnet.
| 6. November Scorecard | Adelaide | Niederlande 158-4 (20)          | – | Südafrika 145-8 (20) |
|                       |          | Niederlande gewinnt mit 13 Runs |   |                      |

Die Niederlande gewannen den Münzwurf und entschieden sich als Schlagmannschaft zu beginnen. Für die Niederlande bildeten Eröffnungs-Batter Stephan Myburgh und Max O’Dowd eine erste Partnerschaft. Myburgh schied nach 37 Runs aus und wurde gefolgt durch Tom Cooper. Nachdem O’Dowd sein Wicket nach 29 Runs verloren hatte, konnte sich Colin Ackermann etablieren. Cooper erreichte bis zu seinem Ausscheiden 35 Runs und Ackermann konnte, zusammen mit Scott Edwards der 12* Runs erzielte, das Innings mit ungeschlagenen 41* Runs beenden. Bester südafrikanischer Bowler war Keshav Maharaj mit 2 Wickets für 27 Runs. Für Südafrika bildeten zunächst Quinton de Kock und Temba Bavuma eine Partnerschaft. De Kock verlor sein Wicket nach 13 Runs und wurde ersetzt durch Rilee Rossouw. Bavuma schied nach 20 Runs aus und für ihn kam Aiden Markram ins Spiel. Nachdem Rossouw nach 25 und Markram nach 17 Runs ausgeschieden war, bildeten David Miller und Heinrich Klaasen eine Partnerschaft. Miller erreichte ebenfalls 17 Runs, während Klaasen zusammen mit Keshav Maharaj eine weitere Partnerschaft formten. Klaasen schied dann nach 21 Runs aus und nachdem Maharaj nach 13 Runs sein Wicket verloren hatte, gelang es Südafrika nicht mehr die Vorgabe einzuholen und schied damit aus dem Turnier aus. Bester niederländischer Bowler war Brandon Glover mit 3 Wickets für 9 Runs. Als Spieler des Spiels wurde Colin Ackermann ausgezeichnet.
| 6. November Scorecard | Adelaide | Bangladesch 127-8 (20)         | – | Pakistan 128-5 (18.1) |
|                       |          | Pakistan gewinnt mit 5 Wickets |   |                       |

Bangladesch gewann den Münzwurf und entschied sich als Schlagmannschaft zu beginnen. Für sie etablierte sich zunächst Eröffnungs-Batter Najmul Hossain Shanto und an seiner Seite erzielten Litton Das 10 und Soumya Sarkar 20 Runs, bevor sich eine Partnerschaft mit Afif Hossain bildete. Shanto verlor dann selbst sein Wicket nach einem Half-Century über 54 Runs, während Hossain mit ungeschlagenen 24* Runs das Innings beendete und so die Vorgabe auf 128 Runs erhöhen. Bester pakistanischer Bowler war Shaheen Afridi mit 4 Wickets für 22 Runs. Für Pakistan bildeten Mohammad Rizwan und Babar Azam eine erste Partnerschaft. Azam schied nach 25 Runs und Rizwan kurz darauf nach 32 Runs. Daraufhin bildeten Mohammad Haris zusammen mit Shan Masood eine weitere Partnerschaft. Haris verlor nach 31 Runs sein Wicket, während Masood die Vorgabe mit ungeschlagenen 24* Runs einholte. Die Wickets für Bangladesch erzielten Nasum Ahmed, Mustafizur Rahman, Ebadot Hossain und Shakib Al Hasan. Als Spieler des Spiels wurde Shaheen Afridi ausgezeichnet.
| 6. November Scorecard | Melbourne | Indien 186-5 (20)          | – | Simbabwe 115 (17.2) |
|                       |           | Indien gewinnt mit 71 Runs |   |                     |

Indien gewann den Münzwurf und entschied sich als Schlagmannschaft zu beginnen. Die indischen Eröffnungs-Batter KL Rahul und Rohit Sharma konnten eine erste Partnerschaft aufbauen. Sharma schied nach 15 Runs aus und der ihm folgende Virat Kohli erreichte 26 Runs. Rahul bildete dann eine Partnerschaft mit Suryakumar Yadav, bevor er selbst nach einem Fifty über 51 Runs sein Wicket verlor. An der Seite von Yadav konnte dann noch Hardik Pandya 18 Runs erzielen, bevor Yadav das Innings ungeschlagen nach einem Half-Century über 61* Runs beendete. Bester simbabwischer Bowler war Sean Williams mit 2 Wickets für 9 Runs. Für Simbabwe bildete Eröffnungs-Batter Craig Ervine eine erste Partnerschaft zusammen mit dem vierten Schlagmann Sean Williams. Williams schied nach 11 Runs aus und Ervine kurz darauf nach 13 Runs. Daraufhin bildete sich die Partnerschaft zwischen Sikandar Raza und Ryan Burl. Burl verlor nach 35 Runs sein Wicket, während Raza bis zu seinem Ausscheiden 34 Runs erreichte. Den verbliebenen Battern gelang es jedoch nicht mehr die Vorgabe einzuholen. Bester indischer Bowler war Ravichandran Ashwin mit 3 Wickets für 22 Runs. Als Spieler des Spiels wurde Suryakumar Yadav ausgezeichnet.

## Halbfinale
| 9. November Scorecard | Sydney | Neuseeland 152-4 (20)          | – | Pakistan 153-3 (19.1) |
|                       |        | Pakistan gewinnt mit 7 Wickets |   |                       |

Neuseeland gewann den Münzwurf und entschied sich als Schlagmannschaft zu beginnen. Zunächst konnten Eröffnungs-Batter Devon Conway und der dritte Schlagmann Kane Williamson eine Partnerschaft aufbauen. Conway schied nach 21 Runs aus und wurde gefolgt durch Daryl Mitchell. Williamson verlor sein Wicket nach 46 Runs und Mitchell beendete das Innings ungeschlagen zusammen mit James Neesham. Mitchell erzielte dabei ein Fifty über 53* Runs, Neesham 16* Runs. Bester pakistanischer Bowler war Shaheen Afridi mit 2 Wickets für 24 Runs. Für Pakistan konnten die Eröffnungs-Batter Mohammad Rizwan und Babar Azam eine Partnerschaft aufbauen. Azam schied nach einem Half-Century über 53 Runs aus und wurde durch Mohammad Haris ersetzt. Rizwan konnte ein Fifty über 57 Runs erzielen und als Haris im vorletzten Over nach 30 Runs ausschied, war die Vorgabe fast einzuholen. Die entscheidenden Runs erzielte dann Shan Masood mit 3* Runs. Bester neuseeländischer Bowler war Trent Boult mit 2 Wickets für 33 Runs. Als Spieler des Spiels wurde Mohammad Rizwan ausgezeichnet.
| 10. November Scorecard | Adelaide | Indien 168-6 (20)              | – | England 170-0 (16) |
|                        |          | England gewinnt mit 10 Wickets |   |                    |

England gewann den Münzwurf und entschied sich als Feldmannschaft zu beginnen. Für Indien konnte Eröffnungs-Batter Rohit Sharma zusammen mit Virat Kohli eine Partnerschaft bilden. Sharma schied nach 27 Runs aus und an der Seite von Kohli erreichte Suryakumar Yadav 14 Runs. Daraufhin bildete Kohli eine Partnerschaft mit Hardik Pandya, bevor er selbst nach einem Fifty über 50 Runs ausschied. Pandya verlor sein Wicket mit dem letzten Ball des Innings und erzielte bis dahin 63 Runs. Damit war die Vorgabe für England auf 169 Runs gestiegen. Bester englischer Bowler war Chris Jordan mit 3 Wickets für 43 Runs. Für England bildeten die Eröffnungs-Batter Jos Buttler und Alex Hales eine Partnerschaft und verloren bis zum erreichen der Vorgabe nach 16 Overn kein Wicket. Buttler erzielte dabei 80* Runs und Hales, der als Spieler des Spiels ausgezeichnet wurde 86* Runs.

## Finale
| 13. November Scorecard | Melbourne | Pakistan 137-8 (20)           | – | England 138-5 (19) |
|                        |           | England gewinnt mit 5 Wickets |   |                    |

England gewann den Münzwurf und entschied sich, als Feldmannschaft zu beginnen. Für Pakistan konnten die Eröffnungs-Batter Mohammad Rizwan und Babar Azam eine Partnerschaft aufbauen. Rizwan schied nach 15 Runs aus und Azam fand mit Shan Masood einen weiteren Partner, bevor er selbst nach 32 Runs sein Wicket verlor. An die Seite von Masood gesellte sich Shadab Khan. Masood verlor sein Wicket nach 38 Runs und Khan nach 20 Runs, bevor die verbliebenen Batter die Vorgabe auf 138 Runs erhöhten. Bester englischer Bowler war Sam Curran mit 3 Wickets für 12 Runs. Für England eröffnete Jos Buttler, und nachdem an seiner Seite Phil Salt 10 Runs erreicht hatte, kam an seiner Seite Ben Stokes ins Spiel. Buttler schied nach 26 Runs aus und wurde gefolgt durch Harry Brook, der 20 Runs erzielte. An der Seite von Stokes erreichte Moeen Ali dann 19 Runs, bevor Stokes die Vorgabe im vorletzten Over nach einem Fifty über 52 Runs einholte. Entscheidend dabei war, dass sich Bowler Shaheen Shah während des Spiels verletzte und so nicht sein volles Kontingent an Overn bowlen konnte. Bester pakistanischer Bowler war Haris Rauf mit 2 Wickets für 23 Runs. Als Spieler des Spiels wurde Sam Curran ausgezeichnet, der auch die Auszeichnung als Spieler des Turniers erhielt.

## Statistiken

Ergebnis des T20 World Cup 2022:
Sieger
Finalist
Halbfinalteilnahme
In der Super 12 ausgeschieden
In der Vorrunde ausgeschieden
Keine Teilnahme

Die folgenden Cricketstatistiken wurden bei diesem Turnier erzielt.
| Tests               | Tests       | Tests   | Tests   | Tests   | Tests   | Tests   | Tests   | Tests   |
| Batting             | Batting     | Batting | Batting | Batting | Batting | Batting | Batting | Batting |
| Spieler             | Mannschaft  | Spiele  | Innings | Runs    | Average | HS      | 100s    | 50s     |
| ------------------- | ----------- | ------- | ------- | ------- | ------- | ------- | ------- | ------- |
| Virat Kohli         | Indien      | 6       | 6       | 296     | 98,66   | 82*     | 0       | 4       |
| Max O’Dowd          | Niederlande | 8       | 8       | 242     | 34,57   | 71*     | 0       | 2       |
| Suryakumar Yadav    | Indien      | 6       | 6       | 239     | 59,75   | 68      | 0       | 3       |
| Jos Buttler         | England     | 6       | 6       | 225     | 45,00   | 80*     | 0       | 2       |
| Kusal Mendis        | Südafrika   | 8       | 8       | 223     | 31,85   | 79      | 0       | 2       |
| Bowling             |             |         |         |         |         |         |         |         |
| Spieler             | Mannschaft  | Spiele  | Overs   | Wickets | Average | BBI     | 5W      | 10W     |
| Wanindu Hasaranga   | Sri Lanka   | 8       | 31.0    | 15      | 13,26   | 3/8     | 0       | 0       |
| Sam Curran          | England     | 6       | 22.4    | 13      | 11,38   | 5/10    | 1       | 0       |
| Bas de Leede        | Niederlande | 8       | 22.0    | 13      | 3/19    | 3/19    | 0       | 0       |
| Blessing Muzarabani | Simbabwe    | 8       | 26.0    | 12      | 16,58   | 3/23    | 0       | 0       |
| Anrich Nortje       | Südafrika   | 5       | 17.3    | 11      | 8,54    | 4/10    | 0       | 0       |
| Shaheen Afridi      | Pakistan    | 7       | 25.1    | 11      | 14,09   | 4/22    | 0       | 0       |
| Shadab Khan         | Pakistan    | 7       | 26.0    | 11      | 15,00   | 3/22    | 0       | 0       |
| Josh Little         | Irland      | 7       | 27.0    | 11      | 17,18   | 3/22    | 0       | 0       |
| Paul van Meekeren   | Niederlande | 8       | 31.0    | 11      | 18,00   | 3/29    | 0       | 0       |

## Organisation und Umfeld

### Preisgelder
Insgesamt wurden 5,6 Millionen US-Dollar als Preisgeld ausgeschüttet. Die Aufteilung erfolgt wie folgt:
| Erreichtes Ziel                            | Preisgeld (US-Dollar) |
| ------------------------------------------ | --------------------- |
| Gewinner                                   | 1.600.000 $           |
| Finalist                                   | 800.000 $             |
| Verlierer Halbfinale                       | 400.000 $             |
| Ausscheiden Super 12                       | 70.000 $              |
| Spiel-Gewinn Super 12                      | 40.000 $              |
| Mannschaft die in der Vorrunde ausscheidet | 40.000 $              |
| Spiel-Gewinn Vorrunde                      | 40.000 $              |

### Übertragungsrechte
Der Weltverband gab die folgenden Übertragungsrechte bekannt:
| Ort                                                   | TV-Übertragung              | Digital                            |
| ----------------------------------------------------- | --------------------------- | ---------------------------------- |
| Afghanistan                                           | Ariana TV und Ariana News   | Ariana TV                          |
| Australien                                            | Fox Sports, Channel 9, 9GEM | Foxtel GO, Foxtel Now, Kayo Sports |
| Bangladesch                                           | GTV, BTV, T Sports          | Rabbithole                         |
| Kanada                                                | Willow TV                   | Hotstar                            |
| Karibik                                               | ESPN Caribbean              | ESPN Play Caribbean                |
| Zentral- und Südamerika, Mexiko                       |                             | ESPN+                              |
| Europa (ohne UK & Irland) Südostasien (ohne Singapur) |                             | Yupp TV                            |
| Hongkong                                              | Astro Cricket               | Yupp TV                            |
| Indien                                                | SS1                         | Disney+ Hotstar                    |
| Malediven, Nepal, Bhutan                              | SS1                         | Yupp TV                            |
| Malaysia                                              | Astro Cricket               | Yupp TV                            |
| Arabische Welt                                        | CricLife                    | StarzPlay & Swith TV               |
| Neuseeland                                            | Sky Sport                   | Sky GO & Sky Sport Now             |
| Südpazifik                                            | TVWAN                       | Digicel                            |
| Pakistan                                              | PTV Sports & A-Sports       | PTV, Daraz, Tapmad, Jazz ARY ZAP   |
| Singapur                                              | Hubsports                   | STarHub TV                         |
| Sri Lanka                                             | Sirasa TV                   | Kiki                               |
| Südafrika                                             | SuperSport                  | SuperSport                         |
| Vereinigtes Königreich                                | Sky Sports                  | Sky Sports                         |
| Vereinigte Staaten                                    | Willow TV                   | ESPN+                              |